# しずてつジャストライン藤枝営業所
しずてつジャストライン藤枝営業所（しずてつじゃすとらいんふじえだえいぎょうしょ）は、かつて静岡県藤枝市に存在したしずてつジャストライン株式会社の事業所である。ペットマークは象であった。2006年（平成18年）に焼津営業所と共に岡部営業所に移転統合され廃止となった。

## 所在地
- 1943年（昭和18年）～1964年（昭和39年）藤枝市市部614（藤枝大手交差点付近）

志太郡藤枝町の中心市街地の東側に位置し、東海道と田中城下、焼津への結節点であった。また、藤枝駅前（藤枝市前島2842 現在の静岡銀行藤枝駅前支店付近）にも営業所事務所（藤枝営業所藤枝駅前売札所）と観光案内所を併設していた。
- 1964年（昭和39年）～2006年（平成18年）静岡県藤枝市大手1丁目22-30

静岡鉄道駿遠線の廃止後に大手駅が所在した場所に移転した。なお、営業所の移転後も大手交差点の拡幅工事が行われる1980年頃まで藤枝大手売札所（藤枝市市部614）が存続していた。営業所廃止後は静岡銀行藤枝支店と戸田書店藤枝東支店となった。

## 概説
藤相鉄道の乗合自動車事業を源流とし、藤相鉄道と静岡電気鉄道の共同出資によって設立された駿遠自動車（のちに静岡乗合自動車）藤枝営業所、戦時統合によって誕生した静岡鉄道の藤枝営業所を経て、2002年（平成14年）にバス事業の分社化によって誕生した営業所である。藤相鉄道が志太地域で展開していた路線に加え、戦前に静岡電気鉄道が計画した静岡鉄道の基幹路線である「国道本線」と、同線を区間分離して誕生した「中部国道線」を担う営業所であった。
終戦から1950年代にかけては、静岡鉄道自動車部藤枝営業所の管轄下に藤枝営業区、焼津営業区、相良営業区、遅れて1957年頃に島田営業区が開設されたが、1958年に機構改正により各営業区は営業所となった。
1970年代までは藤枝営業所のあった藤枝大手が藤枝市内のバス路線における中心ターミナル（ハブターミナル）であったため、管内のほとんどの路線が藤枝大手を起終点としていた。1980年代に入ると東海道本線の藤枝駅前にもバスターミナルが整備され「瀬戸ノ谷線」や「葉梨線」といった北部山間路線が藤枝大手と藤枝駅前の双方を発着する一方、藤枝駅南部の路線も入出庫便を除き藤枝駅前を発着するようになり、徐々に中心ターミナルが藤枝大手から藤枝駅前に遷移していった。
1980年代中盤には国鉄分割民営化に前後して東海道線の島田 - 興津間に高頻度平行ダイヤが導入され、六合、西焼津に新駅が開業したことで藤枝 - 静岡間のバス利用がJR東海道線に移行したことに加え、1980年代後半から2000年代にかけて藤枝駅周辺の再開発事業が進行したことにより、藤枝駅へのフィーダー輸送が中心となっていった。
1990年代中盤には市立病院の移転に伴い、各路線から新病院への乗り入れが開始され、1990年代末期には市立病院への直通が考慮された大規模な路線再編が行われた。
2006年に営業所は焼津営業所と共に廃止となり、島田市を除く志太地域の路線が岡部営業所に集約された。
藤枝営業所車庫以外に、峠（瀬戸ノ谷線）、つつじ平団地（藤枝忠兵衛線）、吉永下河原（藤枝吉永線）などに夜間滞泊があったが、路線の縮小や自主運行バスへの移管等により、岡部営業所移管後の2010年代にはいずれも廃止されている。

## 沿革
- 1911年（明治44年）11月15日 - 藤相鉄道株式会社が設立された。
- 1913年（大正2年）11月16日 - 藤相鉄道の大手 - 藤枝新（後の新藤枝）間が開業した。
- 1924年（大正13年）12月4日 - 藤相鉄道が藤枝自動車商会の買収により乗合自動車事業に参入し、大手 - 藤枝駅間、上伝馬 - 中山間の免許を承継した。
- 1925年（大正14年）8月 - 藤相鉄道が地頭方自動車商会、1928年（昭和3年）6月9日に輪栄舎（川崎輪栄社）、さらに1930年（昭和5年）6月19日に焼津自動車、同10月23日には勝間田自動車を買収し、当時の志太・榛原郡下の主要路線の営業権を手中に収めた。[4]
- 1929年（昭和4年）4月19日 - 静岡電気鉄道株式会社に自動車部が発足した。
- 1932年（昭和7年）静岡電気鉄道が将来の静岡 - 袋井間の直通運転を構想して12月に身興自動車株式会社（清水区興津）を買収し、電鉄自動車株式会社を設立。1933年（昭和8年）3月には藤枝 - 金谷間などに路線を持つ西駿自動車商会（現 藤枝市）、同4月には静岡市中町 - 岡部 間、中町 - 石部（現 静岡市駿河区）間の2路線を展開する待月自動車商会（本社 現静岡市葵区中町）、1934年（昭和9年）7月には焼津 - 藤枝間および藤枝 - 六合間に路線を有する志太中央自動車商会（現 島田市）を買収し、東海道筋に路線網を拡大していった。
- 1934年（昭和9年）10月 - 藤相鉄道が駿南自動車を買収し「藤枝駅・吉永線」の免許を承継した。12月1日改正の藤相鉄道の時刻表には、藤枝地区では藤枝駅 - 大手間、藤枝駅 - 相良 - 御前崎間、藤枝駅 - 勝間田 - 大沢原間、藤枝駅 - 吉永間、大手 - 中山 - 坂下・市ノ瀬間、焼津駅 - 藤枝（大手） - 岡部間の路線が記載されている。[5][6]
- 1935年（昭和10年）4月 - 用宗から浜当目を経由し焼津に至る県道のバス営業権の取得について争っていた静岡電気鉄道と藤相鉄道が、興銀の仲介によって双方の関連する地区の路線の営業権や設備を拠出しあうことで駿遠自動車株式会社（本社 志太郡青島町前島）を設立し、駿遠自動車藤枝営業所となった。[7]静岡電気鉄道が買収した待月自動車の本社が在った静岡市仲町（現 静岡市葵区中町）には駿遠自動車仲町営業所が置かれた。[8]
- 1936年（昭和11年）5月19日 - 藤相鉄道の駿河岡部 - 大手間が廃止され、駿遠自動車のバスに転換された。
- 1937年（昭和12年）
  - 4月10日 - 駿遠自動車が静岡自動車を吸収合併し静岡乗合自動車株式会社に改称、同20日に本社を静岡市栄町に移転した。[7] [9]
  - 4月30日 - 静岡電気鉄道が、将来の袋井 - 静岡間の通し運転を構想して袋井 - 掛川間に路線を持つ掛井自動車商会（現袋井市）を買収し、袋井から興津までの路線網を構築した。[10]
- 1939年（昭和14年）6月1日 - 同日改正の静岡乗合自動車の時刻表ならびに路線図・運賃表付の乗車券では、のちの「大長線」（島田駅 - 神座間）や、「中部国道本線」（金谷 - 藤枝 - 岡部 - 静岡）「用宗線」（静岡 - 大崩）などに加えて、「瀬戸ノ谷線」（藤枝大手 - 坂下・市ノ瀬間）、「朝比奈線」（焼津 - 岡部 - 小園）「大覚寺線」（焼津 - 子持坂）、「焼津藤枝線」（築地・大手経由）などの藤相鉄道からの路線も含めた路線網が記載されている。[11]
- 1943年（昭和18年）5月15日 - 静岡電気鉄道、静岡乗合自動車、藤相鉄道、中遠鉄道、静岡交通自動車の5社の戦時統合によって静岡鉄道が設立されるが、鉄道輸送の優先と資源物資の不足、空襲などにより乗合自動車事業は中断されていった。[12]
- 1945年（昭和20年）合併後の社内組織の整理の前に静岡市内に空襲が続き甚大な被害を受けたため、終戦後はまず静岡市内に車両を重点的に配置し、組織づくりから開始した。[13]
- 1946年（昭和21年）銀行支援によって軍用車の払い下げも含め車両の増強を行い翌1947年に静岡市内線を復旧。さらに翌年には増資を行い市外の路線の復興のために組織を整備した。旧藤相鉄道の路線網を管轄する区域には藤枝営業所が置かれ、藤枝営業区、焼津営業区、相良営業区、遅れて1957年頃に島田営業区が開設された。[13][注 1]
- 1948年（昭和23年）12月1日 - 県内業界に先駆けて60人乗り大型ディーゼル車8両を購入し内6両をもって島田 - 興津間の国道直通運転を開始した。[14][15][16][17]
- 1949年（昭和24年）11月 - 金谷 - 興津間の急行運転を開始した。[18]
- 1958年（昭和33年）6月1日 - 自動車現業の機構改正により藤枝営業所、藤枝営業区が藤枝営業所となり、焼津、島田、相良の各営業区も営業所となった。[19][20][21][22][注 2]
- 1964年（昭和39年）
  - - 藤枝大手の北東部に県営藤岡団地の造成が開始され、以降5年間に1,105戸の住宅が建設された。[23] 「中部国道本線」には藤岡団地前停留所が開設されバス利用者が大幅に増加した。[24]
  - 9月26日 - 静岡鉄道駿遠線の新藤枝 - 大手間が廃止された。これに伴い、藤枝営業所は大手駅跡地（藤枝市郡266-3 のちに地番変更）に移転した。以降は藤枝大手発着であった複数の系統が静鉄藤枝営業所停留所の発着となったが、藤枝大手停留所付近には引き続きバス数台の待機場と藤枝大手売札所として出札窓口、乗務員交代用の待機所は存続した。[3]
- 1970年（昭和45年）7月31日 - 新藤枝駅 - 大井川駅間の運行を最後に静岡鉄道駿遠線が全線廃止となり、翌8月1日から同区間を含む全線が路線バスによる運行となった。代行バス「駿遠線」は相良営業所との共管で、藤枝営業所は新藤枝 - 大井川間の区間便を担当した。
- 1973年（昭和48年）10月 - 県営藤岡団地に隣接して静鉄不動産が静鉄藤岡団地（藤岡五丁目304区画）の分譲を開始し、[25]藤枝大手北部の宅地開発が進展した。
- 1975年（昭和50年）
  - 5月 - 五十海三丁目で静鉄鉄道不動産部による分譲が開始された。[25]
  - 7月 - 藤枝駅の南側は志太病院、藤枝南高校（現 藤枝順心高校）が立地する以外は工場と田園地帯が広がっていたが、宅地開発の進展する駅南地区住民からの強い要望によって藤枝駅南口が開設された。[26]
- 1978年（昭和53年）- 大井川町上泉地区につつじ平団地（戸建て320戸、雇用促進住宅80戸）が造成され、バス反転地と留置場が整備され「藤枝忠兵衛線」が乗り入れを開始した。また、大井川町吉永地区には吉永下河原停留所とバス反転地・留置場が整備され「藤枝吉永線」が乗り入れを開始すると共に、宅地化の進む藤枝市高柳地区を経由するようになった。[27]
- 1980年代初頭 時期不詳 - 藤枝大手交差点付近の拡幅工事に伴い交差点のバス待機所が廃止され「葉梨線」の五十海 - 押切橋間に五十海北停留所が設置された。以降は焼津駅を起終点とする路線が藤枝大手（または藤枝営業所）から五十海北まで延伸した。
- 1980年（昭和55年）4月15日 - 藤枝駅北口から新藤枝駅跡地にかけて藤枝駅前バスターミナルが整備され、翌1981年（昭和56年）12月には藤枝駅前北口広場が完成した。これに伴い藤枝駅前売札所が新藤枝駅跡地側のターミナル内に移転した。また、藤枝大手と藤枝市南部の高洲、大洲地区や大井川町を結んでいた「藤枝忠兵衛線」や「藤枝吉永線」が朝晩や藤枝営業所への入出庫便を除いて藤枝駅を起終点とするようになる一方、藤枝大手を起終点としていた「葉梨線」や「瀬戸ノ谷線」に藤枝駅前を起終点とする系統の本数が増加し、以降は藤枝市の中心ターミナルが藤枝大手から藤枝駅前に遷移していった。
- 1981年（昭和56年）3月 - 藤枝市花倉に日本ビクター藤枝工場が開設され「葉梨線」に新系統が誕生すると共に「瀬戸ノ谷線」「大覚寺線」が同系統への乗り入れを開始した。
- 1983年（昭和58年）- 藤枝駅南地区土地区画整理事業が認可され、以降駅南側の開発が進行した。 [28]
- 1984年（昭和59年）1月 - 住宅・都市整備公団により造成された住宅公団藤枝団地（団地面積115ha・予定人口1万4千人）が駿河台として分譲を開始し「駿河台線」が開設された。[29]
- 1986年（昭和61年）- 藤枝市に対して「瀬戸ノ谷線」「葉梨線」の一部区間廃止の申し入れがあり、1987年（昭和62年）4月から藤枝市の欠損補助により路線が維持された。
- 1995年（平成7年）4月 - 藤枝駅南口の藤枝市立志太病院が藤枝市立総合病院に名称変更し、駿河台に新築移転した。これに伴い「駿河台線」に藤枝市立総合病院停留所が開設され、志太病院入口停留所が田沼一丁目に名称変更された。また「大手市立病院線」が開設されると共に、複数の路線が新病院への乗り入れを開始した。
- 1996年（平成8年）3月現在の雑誌記事では島田営業所が藤枝営業所の支所となっている。[30]
- 2001年（平成13年）10月1日 - 藤枝市自主運行バス「藤枝駅平島線」「駅南循環線」の試験運行を開始した。
- 2002年（平成14年）10月1日 - バス事業の分社化により静岡鉄道自動車部藤枝営業所からしずてつジャストライン藤枝営業所として営業を開始した。
- 2006年（平成18年）4月1日 - 焼津営業所と共に岡部営業所に移転統合し、藤枝営業所が廃止された。これに伴い「静鉄藤枝営業所」停留所の名称が「藤枝大手一丁目」に変更された。

## 所管していた路線
しずてつジャストライン藤枝営業所の発足時には次の路線を管轄していた。

### 中部国道線
- 概説
  - 「国道本線」が1950年代末期に袋井 - 金谷、金谷 - 静岡、静岡 - 興津に区間分離し、それぞれ「西部国道本線」「中部国道本線」「東部国道本線」となり、「中部国道本線」を藤枝営業所と島田営業所が共管するようになったが、更に1960年代後半には「中部国道線」として藤枝駅 - 新静岡間を藤枝営業所の所管する区間A、金谷駅 - 藤枝駅間を島田営業所が所管する区間Bとして系統が分割された。
  - 1990年代までに支線を含めた路線の整理が進行し、2000年代には区間Bが廃止され、かつての「国道本線」は藤枝駅前 - 新静岡間のA系統のみとなり、岡部営業所の開設と共に同営業所へ移管された。
- 沿革
  - 1960年代後半 時期不詳 - 長距離運行による遅延の解消のため、藤枝駅 - 新静岡系統のA系統と金谷駅 - 藤枝駅のB系統に分割され、藤枝営業所が「中部国道線A」を、島田営業所が「中部国道線B」を管轄した。区間Bの準急は廃止され、区間Aは日中は準急と普通の10分ごとの交互運行となった。また、宇都の谷 - 轟橋間の旧道経由の区間便が丸子営業所の管轄する「丸子線」に分離統合された。 [31]
    - 丸子線 （管轄：丸子営業所）
      - 新静岡 - 静岡駅前 - 轟橋 - 静鉄車庫前（80） - 丸子橋 -（←二軒家・→ 吐月峰入口 → 二軒家（81） ）- 宇都の谷入口 - 宇都の谷（82）

    - 中部国道線A（管轄：藤枝営業所）
      - 普通：新静岡 - 静岡駅前 - 藤枝大手（83） - 藤枝駅前（84）
      - 準急：新静岡 - 静岡駅前 - 藤枝大手（85） - 藤枝駅前（86）

    - 中部国道線B（管轄：島田営業所）
      - 普通：藤枝駅前 - 島田駅前 - 金谷駅前

  - 1972年（昭和47年）11月現在の路線図では、「中部国道線 準急」「急行静岡金谷線」「急行静岡浜松線」の停車停留所は次の通りであった。[32]
    - 中部国道線A 準急 
      - 新静岡 - 静岡駅前 - 県庁前 - 中町 - 本通三丁目 - 安倍川橋 - 手越 - 轟橋 - 丸子団地入口 - 新丸子 - 吐月峰入口 - 赤目ヶ谷 - 岡部北口 - 岡部役場前 - 法の橋 - 藤枝大手（85） -（各駅停車）- 藤枝駅前（86）

    - 急行静岡金谷線（管轄：島田営業所・大井川鉄道）
      - 新静岡 - 静岡駅前 - 県庁前 - 中町 - 本通二丁目 - 安倍川橋 - 手越 - 丸子団地入口 - 新丸子 - 二軒家 - 岡部北口 - 岡部役場前 - 法の橋 - 藤枝営業所前 - 岡出山入口 - 青木 - 藤枝郵便局前 - 三軒家 - 六合公民館前 - 御仮屋 - 島田市役所入口 - 大鉄営業所前 - 静鉄営業所前 - 大井川公園前 -（ 新金谷入口・新金谷駅 ）- 宮崎町 - 金谷仲町 - 金谷駅前 （87・88大鉄便 新金谷駅経由）

    - 急行静岡浜松線（管轄：掛川営業所・大井川鉄道・遠州鉄道）
      - 新静岡 - 静岡駅前 - 新丸子 - 岡部役場前 - 藤枝営業所前 - 青木 - 島田市役所入口 - 新金谷入口 - 新道日坂 - 掛川北門（ - 掛川駅（187）- ）原川 - 袋井駅入口 - 磐田賀茂川 - 中の町 - 浜松駅前 - 名店ビル前 - 浜松（遠鉄浜松駅）（188）

  - 1974年（昭和49年）12月26日 - 遠州鉄道が掛川 - 静岡間から撤退し「急行静岡浜松線」（遠州鉄道の路線名は「国道静岡浜松線」）が廃止となった。[33]
  - 1977年（昭和52年）2月 - 同月現在の路線図では「中部国道線A」の旧道の八幡橋経由が消滅し、準急と各駅停車1系統の2系統となっており、次の経路を運行していた。[34]
    - 新静岡 - 静岡駅前 - 県庁前 - 中町 - 本通三丁目 - 安倍川橋 - 手越 -  轟橋 - 丸子団地入口 - 新丸子 - 吐月峰入口 - 二軒家 - 赤目ヶ谷- 宇津ノ谷入口 - 岡部北口 -  岡部役場前 - 法の橋 - 藤岡団地入口 - 藤枝大手 -（静鉄藤枝営業所 -）- 千才 - 藤枝駅前

  - 1985年（昭和60年）4月1日 - 同日改正の時刻表では、藤枝駅前 - 新静岡間の準急は朝7時代から上りは16時代、下りは18時代まで20分ヘッドで運行され、準急、各駅停車あわせて10分間隔の平行ダイヤであった。また、朝の横添西、または廻り沢口発の藤枝駅前行のほか、入出庫を兼ねた藤枝大手 - 新静岡、藤枝営業所 - 藤枝駅前の区間便が多数存在した。準急停車停留所は次の通り。[35]
    - 新静岡 - 静岡駅前 - 県庁前 - 中町 - 本通三丁目 - 安倍川橋 - 手越 - 轟橋 - 丸子団地入口 - 新丸子 - 吐月峰入口 - 二軒家 - 赤目ヶ谷 - 宇津ノ谷入口 - 岡部北口 - 岡部役場前 - 法の橋 -（各駅停車）- 藤枝駅前

  - 1993年（平成5年）4月の時刻表では準急が朝のみ運行の上り4便、下り3便にまで減便されており、日中は各駅停車のみ12分間隔の平行ダイヤとなっている。また相川学園の通学路線であった「焼津広幡線」と藤枝市役所を経由する「さかなセンター線」の廃止に伴い、藤枝駅前 - 相川学園の通学便と市役所経由の2系統が新たに誕生している。[36]
    - 市役所経由： 藤枝駅前 - 藤枝市役所 - 蓮花寺池公園入口 - 藤枝大手 - 藤枝営業所
    - 相川学園通学便： 藤枝駅前 - 千才 - 藤枝大手 - 法の橋 - 相川学園

  - 1998年（平成10年）5月 - 事業者単独では維持できない不採算路線として市役所経由の廃止が静岡鉄道から藤枝市に申し入れられ、協議の結果、市役所経由は同年度を以って廃止することが決定された。なお、藤枝市役所を経由する区間は一旦廃止となるものの「瀬戸ノ谷線」の一部を市役所経由にすることで承継され、さらに「瀬戸ノ谷線」廃止後は「志太温泉線」へと承継された。[37]
  - 1999年（平成11年）4月1日 - 市役所経由が廃止され、次の2系統となった。
    - 静岡駅前 - 新静岡 - 静岡駅前 - 県庁前 - 中町 - 本通三丁目 - 安倍川橋 - 手越 - 轟橋 -  丸子団地入口 - 新丸子 - 吐月峰入口 - 二軒家 - 赤目ヶ谷 - 宇津ノ谷入口 - 岡部北口 - 岡部役場前 -  横内 - 法の橋 - 八幡宮前 - 藤岡入口 -（静鉄藤枝営業所 - ）- 藤枝大手（83）- 千才 - 藤枝駅前（84）
    - 相川学園 - 法の橋 - 八幡宮前 - 藤岡入口 - 藤枝大手 - 千才 - 藤枝駅前

  - 2006年（平成18年）4月1日 - 藤枝営業所が廃止され、しずてつジャストライン岡部営業所に移管された。これに伴い入出庫を兼ねた藤枝大手・藤枝営業所発着便の多くが岡部営業所発着となった。

### 葉梨線
- 概説
  - 藤枝大手から現在の県道215号に沿って藤枝市葉梨地区、さらに葉梨川上流域の大沢地区を結ぶ路線である。
  - 1980年代には日本ビクター藤枝工場への支線が誕生し、焼津駅前 - 五十海北間を運行する「大覚寺線」直通便や、瀬戸谷地区の上滝沢地区から「瀬戸ノ谷線」直通便が乗り入れを開始した。また藤枝大手から「中部国道線」に乗入れ藤枝駅前を結ぶ系統も誕生した。
  - 1980年代後半から山間地の通学手段の確保のために藤枝市による欠損補助が開始され、1990年代末期には通院手段の確保のために藤枝駅への系統の一部が「駿河台線」を経由して藤枝市立総合病院への乗り入れを開始したが利用者減少に歯止めがかからず、現在は平日のみの運行路線となっている。
  - 上大沢系統の西方 - 上大沢間には狭隘区間が存在するため、ツーマン運行廃止後はバックカメラ・モニタ付きの中型バスでの運行であったが、1999年（平成11年）7月の豪雨による地すべり災害以降、同区間の運行は廃止されている。
- 沿革
  - 1953年（昭和28年）9月現在の時刻表および路線図では、大手 - 西方間を1日6往復の運行であった。[38]
    - 藤枝大手 - 中田 - 西方

  - 1955年（昭和30年）3月31日 - 運輸審議会に西方 - 上大沢間の免許が申請された。[39]
  - 1958年（昭和33年）12月現在の時刻表では上大沢まで延伸している。[40]
    - 藤枝大手 - 中田 - 西方 - 上大沢

  - 1959年（昭和34年）10月現在の時刻表では、藤枝大手 - 上大沢間を1日14往復の運行であった。[20]
    - 藤枝大手 - 押切橋 - 中田 - 西方小学校前 - 西方 - 上大沢

  - 1977年（昭和52年）2月の路線図では次の経路を運行していた。[34]
    - 静鉄藤枝営業所 - 藤枝大手 - 押切橋 - 中田 - 葉梨中学校前 - 西方小学校前 - 西方 - 上大沢

  - 1981年（昭和56年）3月 - 日本ビクター藤枝工場の開設により日本ビクターまで延伸した。
  - 1985年（昭和60年）の時刻表では藤枝駅、藤枝営業所双方から2系統づつが存在した。「瀬戸ノ谷線」「大覚寺線」から「葉梨線」直通の日本ビクター系統も掲載されており、日本ビクター休業日には藤枝大手止まりとなる便と運休となる便が存在した。[41]
    - 藤枝駅前 - 青木 - 千才 -（静鉄藤枝営業所 - ）藤枝大手 - 五十海北 - 押切橋 - 中田 - 葉梨中学校前 - 西方小学校前 - 西方 - 上大沢
    - 藤枝駅前 - 青木 - 千才 -（静鉄藤枝営業所 - ）藤枝大手 - 五十海北 - 押切橋 - 中田 - 葉梨幼稚園入口 - 花倉公会堂前 - 日本ビクター
    - 瀬戸ノ谷線直通
      - 上滝沢 - 中山 - 矢崎橋 - 清水山入口 - 茶町 - 千才 - 藤枝大手 - 日本ビクター

    - 大覚寺線直通
      - 焼津駅前 - 大覚寺 - 平島 - 静鉄藤枝営業所前 - 藤枝大手 - 五十海北 - 日本ビクター

  - 1986年（昭和61年）静岡鉄道から一部区間の廃止計画が藤枝市に伝達されたが、児童生徒、園児の通学通園のため、昭和62年度から欠損補助によって存続することが決定した。これに伴い上大沢系統は平日5往復、土日6往復から平日4往復、土曜5往復、日曜0に減便され、他は西方小学校止まりとなった。[41][42][43]
  - 1993年（平成5年）の時刻表では「大覚寺線」の日本ビクター直通便は廃止され、「瀬戸ノ谷線」からの直通便のみとなっている。[44]
  - 1998年（平成10年）5月25日 - 静岡鉄道から藤枝市に対して「藤枝市内におけるバス路線廃止・再編成計画について」の申し入れが行われ、藤枝市立総合病院への乗り入れ等「瀬戸ノ谷線」「志太温泉線」「駿河台線」と共に路線の再編が協議された。[45]
  - 1999年（平成11年）4月1日 - 1日6本の「駿河台線」への乗り入れが開始された。[46]
    - 藤枝エミナース - 藤枝市立総合病院 - 保健センター前 - 藤枝駅前 - 青木 - 千才 -（藤枝営業所 -）藤枝大手 - 五十海北 - 押切橋 - 上藪田 - 中田 - 葉梨中学校 - 誠和藤枝病院 - 西北小学校前 - 西方 - 上大沢

  - 1999年（平成11年）7月 上大沢地区において豪雨により地すべり災害が発生し、西方 - 上大沢間が運休となったが、その後運行を再開することなく廃止された。
    - 藤枝エミナース - 藤枝市立総合病院 - 保健センター前 - 藤枝駅前 - 青木 - 千才 -（藤枝営業所 -）藤枝大手 - 五十海北 - 押切橋 - 上藪田 - 中田 - 葉梨中学校 - 誠和藤枝病院 - 西北小学校前 - 西方

  - 2006年（平成18年）4月1日 - しずてつジャストライン岡部営業所に移管された。
  - 2009年（平成21年）4月1日 - 藤枝エミナース閉館に伴い藤枝市立総合病院 - 藤枝エミナース区間が廃止された。
  - 2010年（平成22年）4月1日 - 藤枝市立総合病院 - 藤枝駅前 - 藤枝大手間が廃止された。
  - 2011年（平成23年）3月27日 - 藤枝駅 - 藤枝大手間の運行が復活した。
  - 2017年（平成29年）3月26日 - 土日祝日が運休となった。

### 瀬戸ノ谷線
- 概説
  - 藤枝大手、旧藤枝町市街地から現在の県道32号に沿って藤枝市北部の瀬戸谷地区、瀬戸川上流域を結ぶ路線であった。
  - 1950年代後半から1960年代には地元の要望もあり市ノ瀬から蔵田地区、さらには県道220号線に沿って大久保地区まで延伸した。
  - マイカーの普及によって1970年代以降は利用者減少が進み、ワンマン化によるコスト削減等により路線を維持してきたが、1987年度より瀬戸谷小学校から上流域について通学手段の確保のため、藤枝市からの欠損補助が開始された。また減便が進む一方で、藤枝大手方面から藤枝駅前方面への系統の比率が高まっていった。
  - 1990年代末期には大規模な路線の再編が行われ、藤枝市立総合病院に延伸した。2003年（平成15年）には温泉施設「ゆらく」の開業に伴う増便も行われ、路線維持のための工夫も図られたが、利用者減少に歯止めはかからず岡部営業所に移管後の2009年（平成21年）に全線が廃止となり、藤枝市自主運行バスへと移行している。
- 沿革
  - 1924年（大正13年）藤相鉄道が藤枝自動車商会を買収し、上伝馬 - 中山間の路線免許を承継した。
  - 1926年（大正15年）3月 - 中山から市ノ瀬間、坂下に路線を延伸した。
  - 1934年（昭和9年）藤相鉄道の時刻表では「中山線」として次の2系統を運行していた。[5][47]
    - 大手 - 上傳馬 - 中山 - 市ノ瀬
    - 大手 - 上傳馬 - 中山 - 坂下

  - 1939年（昭和14年）6月1日改正の静岡乗合自動車の連絡乗車券に「中山線」が記載されている。
  - 1953年（昭和28年）9月現在の静岡鉄道の時刻表および路線図では「瀬戸ノ谷線」として次の区間を運行しており、市ノ瀬系統が1日4往復、上滝沢系統が1日3往復の運行であった。[38]
    - 藤枝大手 - 中山 - 市ノ瀬
    - 藤枝大手 - 中山 - 上滝沢

  - 1958年（昭和33年）12月現在の時刻表では市ノ瀬系統が蔵田まで延伸している。[40]
    - 藤枝大手 - 上伝馬 - 矢崎橋 - 中山 - 市ノ瀬 - 蔵田
    - 藤枝大手 - 上伝馬 - 矢崎橋 - 中山 - 上滝沢

  - 1961年（昭和36年）1月27日 - 藤枝市議会議員、瀬戸谷地区各区長から静岡鉄道に蔵田行バスの増発の懇請書が提出された。[48]
  - 1964年（昭和39年）- 大久保まで延伸した。[49]
  - 1977年（昭和52年）2月の路線図では藤枝大手・営業所発着に加えて藤枝駅前発着の系統が存在している。[34]
    - 藤枝駅前 - 志太温泉入口 - 千才 - 茶町 - 清水山入口 - 矢崎橋 - 中山 - 瀬戸ノ谷小学校前 - 中里 - 市ノ瀬上 - 蔵田 - 大久保
    - 藤枝駅前 - 志太温泉入口 - 志太温泉 - 矢崎橋 - 中山 - 瀬戸ノ谷小学校前 - 中里
    - 静鉄藤枝営業所 - 藤枝大手 - 千才 - 茶町 - 清水山入口 - 矢崎橋 - 中山 - 瀬戸ノ谷小学校前 - 中里 - 市ノ瀬上 - 蔵田 - 大久保
    - 静鉄藤枝営業所 - 藤枝大手 - 千才 - 茶町 - 清水山入口 - 矢崎橋 - 中山 - 上滝沢

  - 1981年（昭和56年）3月に日本ビクター藤枝工場が操業を開始し「葉梨線」を経由して日本ビクターへの乗り入れを開始した。また、同年には金吹橋が竣工し、志太温泉経由が矢崎橋経由から金吹橋経由に変更された。
  - 1985年（昭和60年）4月の時刻表では 志太温泉経由の中里発藤枝駅前行が朝1便のみ、上滝沢 - 日本ビクター区間便が朝晩の1往復が設定されていた。[50]
    - 藤枝駅系統
      - 藤枝駅前 - 志太温泉入口 - 千才 - 茶町 - 清水山入口 - 矢崎橋 - 中山 - 上滝沢
      - 藤枝駅前 - 志太温泉入口 - 千才 - 茶町 - 清水山入口 - 矢崎橋 - 中山 - 瀬戸ノ谷小学校前 - 中里 - 市ノ瀬上

    - 藤枝駅系統 区間便
      - 藤枝駅前 - 瀬戸ノ谷小学校前、藤枝駅前 - 中里

    - 藤枝駅系統 志太温泉経由
      - 藤枝駅前 - 志太温泉入口 - 瀬古 - 志太温泉 - 金吹橋 - 矢崎橋 - 中山 - 瀬戸ノ谷小学校前 - 中里

    - 大手・藤枝営業所系統
      - 静鉄藤枝営業所 - 藤枝大手 - 千才 - 茶町 - 清水山入口 - 矢崎橋 - 中山 - 上滝沢
      - 静鉄藤枝営業所 - 藤枝大手 - 千才 - 茶町 - 清水山入口 - 矢崎橋 - 中山 - 瀬戸ノ谷小学校前 - 中里 - 市ノ瀬上 - 蔵田 - 大久保

    - 大手・藤枝営業所系統 区間便
      - 静鉄藤枝営業所 - 瀬戸ノ谷小学校前、静鉄藤枝営業所 - 蔵田

    - 葉梨線直通 日本ビクター系統
      - 日本ビクター - 藤枝大手 - 千才 - 茶町 - 清水山入口 - 矢崎橋 - 中山 - 上滝沢

  - 1986年（昭和61年）瀬戸ノ谷小学校前 - 大久保、並びに中山 - 上滝沢区間の廃止計画が静岡鉄道から藤枝市に伝達されたが、児童生徒、園児の通学通園のため、昭和62年度より欠損補助方式によって存続することが決定した。[43]
  - 1987年（昭和62年）の時刻表ではそれまで藤枝営業所発着のみだった蔵田系統に藤枝駅前発着の系統が誕生している一方で、藤枝駅前 - 上滝沢系統と中里発着の系統が廃止されている。平日の藤枝営業所発着便は藤枝営業所発が15便、藤枝営業所着が14便となっている。また「市ノ瀬上」停留所はびく石登山口に名称変更されている。[51]
    - 藤枝駅系統
      - 藤枝駅前 - 志太温泉入口 - 千才 - 茶町 - 清水山入口 - 矢崎橋 - 中山 - 瀬戸ノ谷小学校前 - 中里 - びく石登山口 - 蔵田 - 大久保

    - 藤枝駅系統 区間便
      - 藤枝駅前 - 瀬戸ノ谷小学校前、藤枝駅前 - びく石登山口、藤枝駅前 - 蔵田

    - 藤枝駅系統 志太温泉経由
      - 藤枝駅前 - 志太温泉入口 - 瀬古 - 志太温泉 - 金吹橋 - 矢崎橋 - 中山 - 瀬戸ノ谷小学校前

    - 大手・藤枝営業所系統
      - 静鉄藤枝営業所 - 藤枝大手 - 千才 - 茶町 - 清水山入口 - 矢崎橋 - 中山 - 上滝沢
      - 静鉄藤枝営業所 - 藤枝大手 - 千才 - 茶町 - 清水山入口 - 矢崎橋 - 中山 - 瀬戸ノ谷小学校前 - 中里 - びく石登山口 - 蔵田 - 大久保

    - 大手・藤枝営業所系統 区間便
      - 静鉄藤枝営業所 - 瀬戸ノ谷小学校前、静鉄藤枝営業所 - 蔵田

    - 葉梨線直通便日本ビクター系統
      - 日本ビクター - 藤枝大手 - 千才 - 茶町 - 清水山入口 - 矢崎橋 - 中山 - 上滝沢

  - 1993年（平成5年）4月の時刻表では、平日の藤枝大手、藤枝営業所系統が1987年（昭和62年）には1日14.5往復あったものが5往復まで減便される一方で、藤枝駅系統は藤枝駅前着17便、藤枝駅前発14便にまで増加している。また志太温泉経由が廃止され、日本ビクター直通便も清水山入口まで区間縮小されている。[52]
    - 藤枝駅前 - 志太温泉入口 - 千才 - 茶町 - 清水山入口 - 矢崎橋 - 中山 - 瀬戸ノ谷小学校前 - 中里 - びく石登山口 - 蔵田 - 大久保
    - 藤枝駅前 - 蔵田、藤枝駅前 - びく石登山口、藤枝駅前 - 瀬戸ノ谷小学校前
    - 静鉄藤枝営業所 - 藤枝大手 - 千才 - 茶町 - 清水山入口 - 矢崎橋 - 中山 - 上滝沢
    - 静鉄藤枝営業所 - 藤枝大手 - 千才 - 茶町 - 清水山入口 - 矢崎橋 - 中山 - 瀬戸ノ谷小学校前 - 中里 - びく石登山口 - 蔵田 - 大久保
    - 日本ビクター - 藤枝大手 - 千才 - 茶町 - 清水山入口

  - 1998年（平成10年）5月25日 - 静岡鉄道から藤枝市に対して「藤枝市内におけるバス路線廃止・再編成計画について」の申し入れが行われ、「葉梨線」「志太温泉線」「駿河台線」等と共に路線の再編や藤枝市立総合病院への乗り換え無しでの乗り入れが協議された。[45]
  - 1999年（平成11年）4月1日 - 減便の一方で、1日6本が藤枝市立総合病院への乗り入れを開始した。[46]
    - 藤枝エミナース - 藤枝市立総合病院 - 保健センター前 - 藤枝駅前 - 青木 - 志太温泉入口 - 千才 - 茶町 - 清水山入口 - 矢崎橋 - 稲葉小学校 - 中山 - 瀬戸谷小学校 - 中里 - びく石登山口 - 蔵田

  - 2003年（平成15年）4月1日 - 7月にオープンする「瀬戸谷温泉ゆらく」への誘客のため、[53]平日2本、土日祝日6本の増発を行い、平日13本、土日祝日5本の瀬戸谷小学校止まりが中里まで延伸した。これに伴い、瀬戸谷温泉施設「ゆらく前」バス停留所には平日往路16本、復路18本、土日祝日は往路16本、復路13本が停車した。[54]また、1999年（平成11年）に廃止された「中部国道線A」の市役所経由が瀬戸ノ谷線に組み入れられ、4年ぶりに市役所経由が復活した。[55]なお、藤相田沼街道を経由するルートは廃止され、かつての「代行バス大手線」の藤枝駅発青木経由と同ルートの経由であった。[56]
  - 2006年（平成18年）4月1日 - しずてつジャストライン岡部営業所に移管された。
  - 2007年（平成19年）3月末の運行を以って瀬戸ノ谷小学校 - 大久保間、中山 - 上滝沢間が廃止され、藤枝市自主運行バスへと移行した。これに伴い藤枝駅系統の藤枝駅 - 瀬戸ノ谷小学校区間のみとなった。
    - 藤枝駅前 - 青木 - 志太温泉入口 - 千才 - 茶町 - 清水山入口 - 矢崎橋 - 稲葉小学校 - 中山 - 瀬戸ノ谷小学校

  - 2009年（平成21年）3月末の運行を以って全線が廃止され、同地域の路線は藤枝市自主運行バスへと完全移行した。

### 志太温泉線
- 概説
  - 藤枝駅 - 大手間を志太温泉を経由して結ぶ1日数本の路線であったが、1970年代以降に県道32号に沿って茶町、音羽町エリアで大規模な宅地造成が行われことから増便された路線である。
  - 1980年代以降は藤枝大手から藤枝駅前への中心（ハブ）ターミナルの移行期であったため、1980年代後半からは循環系統の開設によって便数を維持していたが、「瀬戸ノ谷線」などとの重複区間が多いため、それらの路線の減便により、たびたび経路やダイヤの再編が行われた。
  - 現在は藤枝市の欠損補助により循環路線として運行されている。
- 沿革
  - 1958年（昭和33年）12月現在の時刻表では、次の経路を運行していた。[40]
    - 藤枝駅前 - 志太温泉 - 矢崎橋 - 藤枝大手

  - 1973年（昭和48年）の時刻表では、1日4往復の運行であった。[57]
  - 1974年（昭和49年）10月 - 静鉄不動産によって旭ヶ丘 275区画が分譲されるなど、茶町、音羽町地区の宅地開発が進行した。[25]
  - 1977年（昭和52年）2月の路線図では、次の経路を運行していた。[34]
    - 藤枝駅前 - 志太温泉入口 - 瀬古 - 志太温泉 - 堀の内農協前 - 矢崎橋 - 清水山入口 - 茶町 - 千才 - 藤枝大手 - 静鉄藤枝営業所

  - 1981年（昭和56年）金吹橋が完成し、矢崎橋経由から金吹橋経由にルート変更された。[58]
  - 1985年（昭和60年）4月の時刻表では 次の経路を運行しており、平日は上り19本、下り17本が運行されていた。[59]
    - 藤枝駅前 - 志太温泉入口 - 瀬古 - 志太温泉 - 金吹橋  - 清水山入口 - 茶町 - 千才 - 藤枝大手 - 静鉄藤枝営業所

  - 1987年（昭和62年）4月1日 - ＪＲ発足時のダイヤ改正では、フリークエントサービスの試みとして藤枝駅前を起終点とする循環系統が誕生しており、平日は藤枝営業所系統が上り23本、下り19本に加えて、循環系統の瀬古まわりが11便、千才まわりが5便運行されていた。
    - 藤枝駅前 - 志太温泉入口 - 瀬古 - 志太温泉 - 金吹橋 - 清水山入口 - 茶町 - 千才 - 志太温泉入口 - 藤枝駅前
    - 藤枝駅前 - 志太温泉入口 - 瀬古 - 志太温泉 - 金吹橋 - 清水山入口 - 茶町 - 千才 - 藤枝大手 - 静鉄藤枝営業所

  - 1993年（平成5年）4月の時刻表では、平日は藤枝営業所系統が1日8往復、循環系統が瀬古まわりが1日8便、千才まわりが9便まで減便されている。[60]
  - 1998年（平成10年）5月25日 - 静岡鉄道から藤枝市に対して「藤枝市内におけるバス路線廃止・再編成計画について」の申し入れが行われ、既に藤枝市からの欠損補助が行われていた「瀬戸ノ谷線」「葉梨線」等と共に路線の再編が協議された。[45]
  - 1999年（平成11年）4月1日 - 「瀬戸ノ谷線」「葉梨線」「大手市立病院線」と共に重複区間の運行が見直され、循環系統が廃止された。
    - 藤枝駅前 - 志太温泉入口 - 瀬古 - 志太温泉 - 金吹橋 - 清水山入口 - 茶町 - 千才 - 藤枝大手 - 静鉄藤枝営業所

  - 2006年（平成18年）4月1日 - 岡部営業所に移管された。
  - 2009年（平成21年）4月1日 - 「瀬戸ノ谷線」の廃止を機に路線再編が行われ、藤枝市役所経由で循環系統が復活した。[61]
    - 藤枝駅前 - 志太温泉入口 - 瀬古 - 志太温泉 - 金吹橋 - 清水山入口 - 茶町 - 千才 - 商工会議所 - 藤枝市役所 - 藤枝駅前

### 駿河台線
- 概説
  - 1984年（昭和59年）1月に藤枝駅北西部の高台に駿河台の分譲が開始され、これに伴い開設された路線である。[29]
  - 1980年代後半から1990年代半ばにかけて宅地開発に加え、現在の静岡産業大学や藤枝市立総合病院等の施設が開設されたため通勤需要に加えて通学、通院需要が創出されていった。
  - 1990年代末期から2000年代にかけては路線再編により他の路線から「駿河台線」直通で藤枝市立総合病院へ乗り入れる系統が誕生した。
  - 開設当初は中型バスによる高頻度ダイヤを組んでいたが、現在は他の路線からの直通便も含めツーステップバスから大型ノンステップバスまで運用車両が多様化している。
  - 岡部営業所に移管後の2009年（平成21年）には藤枝エミナース閉館に伴い藤枝市立総合病院 - 藤枝エミナース区間が廃止された。
- 沿革
  - 1984年（昭和59年）4月現在の路線図では次の経路を運行していた。[58]
    - 藤枝駅前 - 文化センター前 - 喜多町 - 市民体育館前 - 水上藤枝セントラル病院前 - 保健センター前 - 青島北小 - 駿河台

  - 1988年（昭和63年）4月 - 駿河台4丁目に静岡学園短期大学、6丁目に静岡国民年金健康センター藤枝エミナースが開館し、両施設に停留所が開設された。
  - 1993年（平成5年）4月の路線図では次の2系統が存在した。
    - 藤枝駅前 - 文化センター前 - 喜多町 - 市民体育館前 - 藤枝平成記念病院前 - 保健センター前 - 青島北小 - 駿河台 - 駿河台南
    - 藤枝駅前 - 文化センター前 - 喜多町 - 市民体育館前 - 藤枝平成記念病院前 - 保健センター前 - 青島北小 - 駿河台 - 静岡学園短大 - 藤枝エミナース

  - 1994年（平成6年）4月 - 静岡産業大学藤枝キャンパスが開学し、静岡学園短大停留所が静岡産業大学に変更された。
  - 1995年（平成7年）4月1日 - 駿河台に藤枝市立総合病院が開設され、日中全便が藤枝市立総合病院への乗り入れを開始した。また「志太温泉線」の谷稲葉入口と「駿河台線」の保健センター停留所を藤枝駅前を経由せず直接結んだ「大手市立病院線」や、「藤枝吉永線」には「中部国道線B」の一部区間と静岡県の藤枝総合庁舎を経由して新たなルートから藤枝市立総合病院に乗入れる系統も開設された。[62]
    - 藤枝駅前 - 文化センター前 - 喜多町 - 市民体育館前 - 藤枝平成記念病院前 - 保健センター前 - 青島北小 - 駿河台 -  静岡産業大学 - 藤枝市立総合病院 - 藤枝エミナース

  - 1999年（平成11年）4月1日 - 「瀬戸ノ谷線」「葉梨線」が「駿河台線」を経由して藤枝市立総合病院に乗入れを開始した。    
    - （各路線）- 藤枝駅前 - 藤枝平成記念病院前 - 藤枝保健センター - 駿河台 - 藤枝市立総合病院
    - 藤枝駅前 - 文化センター前 - 喜多町 - 市民体育館前 - 藤枝平成記念病院前 - 保健センター前 - 青島北小 - 駿河台 -  静岡産業大学 - 藤枝市立総合病院 - 藤枝エミナース
    - 藤枝駅前 - 文化センター前 - 喜多町 - 市民体育館前 - 藤枝平成記念病院前 - 保健センター前 - 青島北小 - 駿河台 - さくら通り - 駿河台南

  - 2006年（平成18年）4月1日 - 岡部営業所に移管された。
  - 2009年（平成21年）3月31 藤枝エミナース閉館に伴い藤枝市立総合病院 - 藤枝エミナース区間が廃止された。

### 大手市立病院線
- 概説
  - 1995年（平成7年）に藤枝市立志太病院が藤枝市駿河台に移転新築し藤枝市立総合病院となったこと伴い、藤枝市からの強い要望によって大手、西益津、平島地区からの乗り換えなしでのアクセス向上のために開設された。[63]
  - 他の病院乗り入れ路線との重複区間が多く非効率路線であったため、開設4年で欠損補助が開始され、岡部営業所移管後の2008年には運行委託方式の自主運行路線となり、2010年に廃止された。
- 沿革
  - 1995年（平成7年）4月1日 - 開設当初は1日15本が運行されていた。[62]
    - 藤枝市立総合病院 - 保健センター前 - 谷稲葉入口 - 金吹橋 - 千才 - 藤枝大手 - 静鉄藤枝営業所
    - 藤枝市立総合病院 - 保健センター前 - 谷稲葉入口 - 金吹橋 - 千才 - 以降ループ区間（藤枝大手 - 静鉄藤枝営業所 - 郡 - 平島中 - 平島団地 - 上当間 - 八幡橋 - 藤岡入口 - 藤枝大手）

  - 1998年（平成10年）「乗合バス不採算路線計画」における事業者単独で維持できない不採算路線として静岡鉄道から藤枝市に廃止の申し出が行われ、協議の結果、翌年度より藤枝市による欠損補助にて路線が維持される事となった。
  - 2006年（平成18年）4月1日 - 岡部営業所に移管された。
  - 2007年（平成19年）4月13日 - 「中部国道線」や「志太温泉線」、藤枝市自主運行バス「藤岡市立病院線」などとの重複区間が多く非効率な路線となっていたため、しずてつジャストラインから静岡県生活交通確保対策協議会に退出意向の申し出が行われた。[64]
  - 2008年（平成20年）4月1日 - 欠損補助方式から運行委託方式の自主運行バスに変更された。[65]
    - 藤枝市立総合病院 - 千才 - 以降ループ区間（藤枝大手 - 藤枝大手一丁目 - 郡 - 平島中 - 平島団地 - 上当間 - 八幡橋 - 藤岡入口 - 藤枝大手）

  - 2010年（平成22年）3月末をもって廃止され、4月からは藤枝市自主運行バス「藤枝駅平島線」と共に路線再編が行われ「城南平島線」に承継された。[61][66]

### 藤枝吉永線
- 概説
  - 大正時代に駿南自動車が運行していた「藤枝・吉永線」を源流とし、開設時は藤枝駅と旧大井川町南部の吉永・飯淵地区を、現在の県道356号および県道227号を経由して結ぶ路線であった。
  - 戦後は「志太循環線」の一区間として運行を再開し、1950年代後半に「飯淵線」として区間分離されたが、さらに「高洲飯淵線」と「忠兵衛飯淵線」に系統分離が行われた。
  - 1970年代に入ると道路整備に呼応して、廃止された静岡鉄道駿遠線の代行路線や区間の重複する他の路線との再編の上ワンマン化され、藤枝駅と主に大洲地区、大井川町北西部を結ぶ「藤枝忠兵衛線」と、主に高洲地区、大井川町南部を結ぶ「藤枝吉永線」に再編された。さらに「藤枝吉永線」は「藤枝御前崎線」と区間の重複する田沼街道（県道藤枝大井川線）から、宅地開発の進む高柳地区、市道長楽寺高洲線を経由するようになった。
  - 1990年代に志太病院が藤枝駅南口から駿河台に藤枝市立総合病院として新築移転した際には「中部国道線B」の一部区間を経由して新病院に延伸し、藤枝市高洲地区、旧大井川町から病院へのアクセス向上が図られた。
  - 1990年代末期の大規模な路線再編の際には吉永下河原停留所が廃止され、再び飯淵を起終点とする路線となった。
- 沿革
  - 1922年（大正11年）志太郡吉永村（現 焼津市吉永）に駿南自動車株式会社が設立された。
  - 1924年（大正13年）
    - 7月1日 - 駿南自動車が上新田 - 吉永間に免許を取得し路線を開設した。
    - 8月20日 - 駿南自動車が藤枝駅 - 上新田間に免許を取得し、藤枝駅 - 吉永間に1日8往復の運行を開始した。[67]

  - 1928年（昭和3年）9月8日 - 駿南自動車が吉永 - 飯淵間に免許を取得し、藤枝駅 - 飯淵間に延伸した。
  - 1934年（昭和9年）10月 - 藤相鉄道が駿南自動車を買収し「藤枝・吉永線」の免許を承継した。同年12月現在の藤相鉄道の時刻表では「藤枝驛吉永間乗合自動車」として1日に12往復が運行されており、うち吉永までの区間便が8往復あった。[5][68]
    - 藤枝駅 - 土瑞橋 - 上新田 - 宗高 - 白金 - 吉永 - 飯淵

  - 1953年（昭和28年）12月現在の静岡鉄道の時刻表では吉永地区を発着する路線は「吉永線」と「志太循環線」であった。[38]
    - 吉永線：静岡 - 轟橋 - 青木 - 用宗 - 大崩 - 焼津 - 石津 - 田尻 - 吉永 - 宗高新町 - 忠兵衛 - 道悦島（六合公民館前） - 島田
    - 志太循環線：焼津 - 吉永 - 宗高新町 - 忠兵衛 - 藤枝駅前 - 藤枝大手 - 大覚寺 - 焼津

  - 1958年（昭和33年）12月現在の時刻表では「志太循環線」が廃止され、「吉永線」「飯淵線」「細島線」「大覚寺線」に区間整理されている。[40]
    - 大覚寺線：焼津駅 - 大覚寺 - 藤枝大手
    - 吉永線：焼津駅 - 石津 - 田尻 - 吉永 - 飯渕
    - 飯淵線：藤枝大手 - 藤枝駅 - 忠兵衛 - 上新田駅前 - 上新田辻 - 宗高 - 白金 - 吉永 - 飯渕
    - 細島線：島田駅 - 細島 - 忠兵衛

  - 1959年（昭和34年）の時刻表では「飯淵線」が「高洲飯淵線」と「忠兵衛飯淵線」に分離されている。また「忠兵衛飯淵線」には1958年（昭和33年）8月に航空自衛隊静浜基地が開設されたことに伴い、静浜基地入口停留所が新設されている。[20]
    - 高洲飯淵線   ：藤枝大手 -藤枝駅 - 志太病院入口 - 高洲 - 上瑞橋 - 上新田辻 - 相川辻 - 大井川駅前 - 中島入口 - 西島 - 中島札の辻 - 飯渕
    - 忠兵衛飯淵線：藤枝大手 -藤枝駅 - 忠兵衛 - 上新田駅前 - 上新田辻 - 宗高 - 静浜基地入口 - 吉永辻 - 飯渕

  - 1974年（昭和49年）10月現在の路線図では、「高洲飯淵線」の大井川駅前 - 飯淵間が廃止され「代行バス駿遠線」と統合され大井川駅跡の転回場を折り返す「藤枝大井川線」となっている。[69]
  - 1977年（昭和52年）2月の路線図では、「藤枝大井川線」の宗高新町 - 大井川駅区間は「藤枝御前崎線」に整理統合される一方、「忠兵衛飯淵線」の上新田 - 飯淵間が「藤枝大井川線」と統合され「藤枝吉永線」となっている。[34]
    - 藤枝営業所 - 藤枝大手 - 藤枝駅前 - 志太病院入口 - 田沼三丁目 - 高洲 - 大新島 - 大洲 - 東名大井川 - 上新田 - 宗高新町 - 静浜基地入口 - 中河原 - 白金 - 吉永辻
    - 藤枝駅前 - 志太病院入口 - 田沼三丁目 - 高洲 - 大新島 - 大洲 - 東名大井川 - 上新田 - 宗高新町 - 静浜基地入口 - 静浜基地前

  - 1978年（昭和53年）2月1日 -「藤枝御前崎線」と重複していた志太病院入口 - 宗高新町の区間が、田沼街道から高柳、市道長楽寺高洲線を経由するルートに変更され、吉永下河原まで延伸した。吉永下河原停留所には反転地とバス留置場が整備された。[27]
    - 藤枝営業所 - 藤枝大手 - 藤枝駅前 - 志太病院入口 - 高柳二丁目 - 高洲小学校前 - 高洲中学校入口 - 大東町南 - 上新田 - 宗高新町 - 静浜基地入口 - 中河原 - 白金 - 吉永辻 - 吉永下河原
    - 藤枝駅前 - 志太病院入口 - 高柳二丁目 - 高洲小学校前 - 高洲中学校入口 - 大東町南 - 上新田 - 宗高新町 - 静浜基地入口 - 静浜基地前 - 中河原 - 白金 - 吉永辻 - 吉永下河原

  - 1984年（昭和59年）4月 - 当時の大井川町上新田に大井川高校が開校し、大井川高校停留所が新設された。田沼街道の上新田停留所は大井川高校入口として「藤枝御前崎線」のみが停車するようになった。[58]
    - 吉永線
      - 藤枝駅前 - 志太病院入口 - 高柳二丁目 - 高洲小学校前 - 高洲中学校入口 - 大東町南 - 大井川高校 - 宗高新町 - 静浜基地入口 - 中河原 - 白金 - 吉永辻 - 吉永下河原

    - 藤枝御前崎線
      - 藤枝駅前 - 志太病院入口 - 田沼三丁目 - 高洲 - 大新島 - 大洲 - 東名大井川 - 大井川高校入口 - 宗高新町 -（後略）

  - 1985年（昭和60年）の時刻表では次の2系統が存在し、静浜基地前経由は朝の下り、夕方上りの1往復のみとなっている。[70]
    - 藤枝駅前 - 志太病院入口 - 高柳二丁目 - 高洲小学校前 - 高洲中学校入口 - 大東町南 - 大井川高校 - 宗高新町 - 静浜基地入口 - 中河原 - 白金 - 吉永辻 - 吉永下河原
    - 藤枝駅前 - 志太病院入口 - 高柳二丁目 - 高洲小学校前 - 高洲中学校入口 - 大東町南 - 大井川高校 - 宗高新町 - 静浜基地入口 - 静浜基地前 - 中河原 - 白金 - 吉永辻 - 吉永下河原

  - 1993年（平成5年）4月の時刻表では静浜基地前経由は廃止されており、平日朝のみで中河原発藤枝駅前行の区間便が1本設定されている。
    - 藤枝駅前 - 志太病院入口 - 高柳二丁目 - 高洲小学校前 - 高洲中学校入口 - 大東町南 - 大井川高校 - 宗高新町 - 静浜基地入口 - 中河原 - 白金 - 吉永辻 - 吉永下河原
    - 藤枝駅前 - 志太病院入口 - 高柳二丁目 - 高洲小学校前 - 高洲中学校入口 - 大東町南 - 大井川高校 - 宗高新町 - 静浜基地入口 - 中河原

  - 1995年（平成7年）4月 志太病院が藤枝市立総合病院に名称変更し、同市駿河台に新築移転したことに伴い、藤枝駅前から「中部国道線B」の瀬戸新屋 - 追分西区間から静岡県藤枝総合庁舎を経由して新病院に乗入れるルートが新たに開設された。1日の運行本数は17本であった。[62]
    - 藤枝市立総合病院 - 静岡産業大学 - エミナース入口 - 内瀬戸 - 藤枝総合庁舎 - 瀬戸新屋 - 青島小学校 - 文化センター前 - 藤枝駅前 - 田沼一丁目 - 高柳二丁目 - 高洲小学校前 - 高洲中学校入口 - 大東町南 - 大井川高校入口 - 宗高新町 - 静浜基地入口 - 中河原 - 白金 - 吉永辻 - 吉永下河原

  - 1998年（平成10年）5月25日 - 静岡鉄道から藤枝市に対して「藤枝市内におけるバス路線廃止・再編成計画について」の申し入れが行われ、吉永辻 - 吉永下河原間の廃止が協議された。
  - 1999年（平成11年）4月 - 吉永辻 - 吉永下河原間を廃止し「吉永線」の吉永辻 - 飯淵間と縫合して飯淵が起終点となった。なお、廃止された吉永下河原反転地はその後隣接する食品工場の敷地となった。
    - 藤枝市立総合病院 - 静岡産業大学 - エミナース入口 - 内瀬戸 - 藤枝総合庁舎 - 瀬戸新屋 - 青島小学校 - 文化センター前 - 藤枝駅前 - 志太病院入口 - 高柳二丁目 - 高洲小学校前 - 高洲中学校入口 - 大東町南 - 大井川高校入口 - 宗高新町 - 静浜基地入口 - 中河原 - 白金 - 吉永辻 - 飯淵

  - 2006年（平成18年）4月1日 - 岡部営業所に移管された。
  - 2009年（平成21年）4月1日 - 藤枝エミナース閉館に伴い「エミナース入口」停留所が南駿河台五丁目に名称変更され、南駿河台六丁目停留所が移転、新たに緑の丘停留所が設置された。
    - 藤枝市立総合病院 - 静岡産業大学 - 南駿河台五丁目 - 内瀬戸 - 藤枝総合庁舎 - 瀬戸新屋 - 青島小学校 - 文化センター前 - 藤枝駅前 - 志太病院入口 - 高柳二丁目 - 高洲小学校前 - 高洲中学校入口 - 大東町南 - 大井川高校入口 - 宗高新町 - 静浜基地入口 - 中河原 - 白金 - 吉永辻 - 飯淵

  - 2010年（平成18年）4月1日 - 藤枝市立総合病院系統の藤枝駅前 - 藤枝総合庁舎間のルートが変更された。
    - 藤枝市立総合病院 - 静岡産業大学 - エミナース入口 - 内瀬戸 - 藤枝総合庁舎 - 瀬戸新屋北 - 市民体育館前 - 文化センター前 - 藤枝駅前 - 志太病院入口 - 高柳二丁目 - 高洲小学校前 - 高洲中学校入口 - 大東町南 - 大井川高校入口 - 宗高新町 - 静浜基地入口 - 中河原 - 白金 - 吉永辻 - 飯淵

### 藤枝忠兵衛線
- 概説
  - 1970年代に「忠兵衛飯淵線」の上新田 - 吉永間を「藤枝吉永線」に整理し、区間短縮によって誕生した路線である。
  - 藤枝駅から現在の県道356号、県道227号を経由して大洲地区中心部と大井川町上新田を結ぶ系統と、県道356号を直進して大井川左岸の工業地帯を結ぶ支線系統が存在した。
  - 1970年代後半に大井川町上泉地区につつじ平団地として大規模な住宅造成が行われたため、上新田地区から上泉地区に経路が変更されつつじ平団地系統となった。
  - 1980年代前半には支線系統を通じて島田営業所の所管する「細島線」が藤枝駅まで乗り入れ、科研製薬 - 藤枝駅間の便数が維持されていたものの、マイカー通勤の増加により1980年代後半には「細島線」共々減便されていった。
  - 1990年代末期からは利用者減少により欠損補助による運行に移行し、岡部営業所移管後に委託方式の藤枝市自主運行バスに転換された。
- 沿革
  - 1977年（昭和52年）2月の路線図では「忠兵衛飯淵線」が上新田中まで区間短縮され、上新田辻 - 飯淵間は「藤枝吉永線」に整理統合されており、路線名も「藤枝忠兵衛線」に変更されている。[34]
    - 藤枝駅前 - 喜多町 - 青島中学入口 - 職業訓練所 - 忠兵衛 - 大洲小学校前 - 弥左エ門 - 上新田中
    - 藤枝駅前 - 喜多町 - 青島中学入口 - 職業訓練所 - 忠兵衛 - 日清紡前 - ニチビ工場前 - 科研化学前 - ネッスル前

  - 1978年（昭和53年） 旧大井川町上泉地区につつじ平団地（戸建て320戸、雇用促進住宅80戸）が造成され、反転地とバス待機場が整備され、大洲小学校前系統がつつじ平団地行となった。
  - 1982年（昭和57年）科研化学が科研製薬に社名変更されたこと受け、停留所名が変更された。
  - 1984年（昭和59年）4月の路線図では次の2系統が確認できる。また、島田営業所の管轄する「細島線」が藤枝駅まで乗り入れている。[58]
    - 藤枝忠兵衛線：
      - 藤枝営業所 - 藤枝大手 - 千才 - 藤枝駅前 - 文化センター前 - 喜多町 - 青島中学入口 - 高等職業訓練校前 - 忠兵衛 - 大洲小学校前 - 大洲中学校入口 - 弥左エ門 - つつじ平団地
      - 藤枝営業所 - 藤枝大手 - 千才 - 藤枝駅前 - 文化センター前 - 喜多町 - 青島中学入口 - 高等職業訓練校前 - 忠兵衛 - 日清紡前 - ニチビ工場前 - 科研製薬前 - ネッスル工場前

    - 細島線：
      - 藤枝駅前 - 文化センター前 - 喜多町 - 青島中学入口 - 高等職業訓練校前 - 忠兵衛 - 善左エ門 - 日清紡前 - ニチビ工場前 - 科研製薬前 - 科研製薬入口 - 御請 - 細島 - 六合 - 島田工業高校前 - 栃山橋 - 御仮屋 - 島田七丁目 - ジャスコタウン島田前 - 島田三丁目 - 島田駅前
      - 藤枝駅前 - 文化センター前 - 喜多町 - 青島中学入口 - 高等職業訓練校前 - 忠兵衛 - 五平 - 科研製薬入口 - 御請 - 細島 - 六合 - 島田工業高校前 - 栃山橋 - 御仮屋 - 島田七丁目 - ジャスコタウン島田前 - 島田三丁目 - 島田駅前

  - 1985年（昭和60年）の時刻表では平時1日30往復が運行されているが、つつじ平団地 - 藤枝営業所の直通便は藤枝営業所行5本、つつじ平団地行3本のみとなっている。[71]
  - 1993年（平成5年）4月の時刻表では休校日運休で県立藤枝養護学校通学便が設定されていた。また、つつじ平団地 - 藤枝営業所の直通便は、平日が日中の藤枝営業所発つつじ平団地行1本のみ、日曜祝日が藤枝営業所行2本、藤枝営業所発3本となっている。
    - 藤枝営業所 - 藤枝大手 - 千才 - 藤枝駅前 - 文化センター前 - 喜多町 - 青島中学入口 - 県立藤枝養護学校 - 忠兵衛 - 大洲小学校前 - 大洲中学校入口 - 弥左エ門 - つつじ平団地
    - 藤枝営業所 - 藤枝大手 - 千才 - 藤枝駅前 - 文化センター前 - 喜多町 - 青島中学入口 - 県立藤枝養護学校 - 忠兵衛 - 日清紡 - ニチビ工場 - 科研製薬 - 持田製薬 - ネッスル工場

  - 1998年（平成10年）静岡鉄道から「乗合バス不採算路線計画」における事業者単独で維持できない不採算路線として忠兵衛 - ネッスル工場区間の廃止意向が藤枝市に伝えられた。
  - 1999年（平成11年）4月1日 - 藤枝市による欠損補助路線となり、「駿河台線」を経由して藤枝市立総合病院への乗り入れを開始した。[72]
  - 2006年（平成18年）4月1日 - 岡部営業所に移管された。
  - 2007年（平成19年）4月13日 - 静岡県生活交通確保対策協議会にしずてつジャストラインから退出意向の申し出が行われた。[64]
  - 2008年（平成20年）4月1日 - 欠損補助から委託方式による自主運行バスに移行し、運行経路の見直しの上で藤枝市自主運行バス「藤枝善左衛門線」として運行を開始した。

## 休廃止路線

### 国道本線
- 概説
  - 戦前に静岡電気鉄道が構想していた路線を、戦後静岡鉄道が「国道本線」として開設し、一時は袋井 - 興津間を結ぶ長大路線となったが、1950年代後半以降は渋滞等による遅延の解消のために東部、中部、西部に分割された。分割後は「中部国道本線」の静岡 - 金谷間を藤枝営業所と島田営業所が共管した。
  - 2000年代前半までに「中部国道線」の藤枝駅 - 新静岡間を除き全て廃止された。
- 沿革
  - 1924年（大正13年）- のちの待月自動車（昭和5年5月2日登記）が中町から本通り、手越、宇都ノ谷を経由し、岡部に至る路線を開設した。[73]
  - 1928年（昭和3年）7月10日 - 静岡市議会で静清国道バスの免許出願が可決承認された。[74]
  - 1929年（昭和4年）[75][76]
    - 3月15日 - 静岡電気鉄道が森久自動車から静岡市茶町 - 江尻辻（現 清水駅前）間の営業権を買収した。
    - 4月19日 - 静岡電気鉄道に自動車部が発足し、定期乗合自動車事業を本格的に開始した。
    - 9月17日 - 静岡市の静清国道バス免許は開通迄は旧東海道で営業を開始するというものであったため、旧東海道の営業権を持つ静岡電気鉄道が認可され、静岡市営バスは却下された。このため新国道の静岡 - 渋川（巴川西岸）までの路線の出願が静岡市議会で再度可決された。[74]

  - 1930年（昭和5年）
    - 4月20日 - 同年1月に開通した静清国道上（静岡 - 渋川右岸間）に市営バスが認可された。[77]渋川以東については、静岡市から清水市に働きかけを行うも、清水市はのちの清水市内線となる電車敷設を含めた都市計画を静岡電気鉄道と協力して進めていたことから前向きな回答を得られず、路線の開設が延期されていった。[74]
    - 5月15日 - 森久自動車から承継した旧東海道の静岡 - 清水間（のちの狐ヶ崎線）に路線を開設した。[78]
      - 静岡市栄町（静岡駅前）- 古庄 - 草薙 - 江尻辻（現 清水駅前）

  - 1932年（昭和7年）
    - 12月1日 - 静岡電気鉄道が身興自動車株式会社（現 静岡市清水区興津）を買収し、電鉄自動車株式会社を設立。[76]
    - 12月13日 - 静岡電気鉄道「重役会決議録」の「バス経営方針」の中で「将来ノ為左記バスノ経営方針ヲトルコト」として次の方針が掲げられた。[79]
      - 静清国道バスを受任経営すること
      - 近き将来に於いて静岡岡部線ならびに静岡用宗線及び袋井掛川線を買収し、次に焼津青島並びに青島一里山線を買収すること
      - 金谷日坂線の出願
      - 右の外は 時機会を見て中間他線乗り入れまたは買収により興津より袋井に至る国道バスを経営すること

  - 1933年（昭和8年）
    - 3月31日 - 静岡電気鉄道が西駿自動車商会（現 藤枝市）を買収し、金谷 - 藤枝間の路線を承継した。[76]
    - 4月26日 - 静岡電気鉄道が待月自動車（現 静岡市葵区中町）を買収し、岡部 - 静岡市仲町間の路線を承継した。[78]
    - 11月19日 - 静清国道バスの静岡電気鉄道への営業権譲渡が静岡市議会で可決された。[80][77]

  - 1934年（昭和9年）
    - 3月24日 - 静岡市から静岡電気鉄道への静清国道バスの営業権譲渡が認可された。[77]
    - 7月1日 - 静清国道バス（静岡 - 渋川右岸間）の運行を開始した。[81][82]
    - 7月 - 志太中央自動車商会（現 島田市）を買収し、六合 - 藤枝 間の路線を承継した。
    - 9月8日 -  静清国道バスが江尻駅まで延伸し、静岡 - 江尻駅間の営業が開始された。[76]

  - 1935年（昭和10年）
    - 4月 - 静岡電気鉄道と藤相鉄道が、興銀の仲介によって共同出資により駿遠自動車株式会社を設立した。[7] 静岡電気鉄道の金谷 - 藤枝間（旧 西駿自動車商会）と岡部 - 静岡駅間（旧 待月自動車）、藤相鉄道の藤枝駅 - 岡部間の営業権が駿遠自動車に統合され、金谷 - 静岡間の毎時1本の直通運行が実現した。[8][11][注 3]
      - 金谷 - 島田 - 藤枝駅 - 藤枝（大手）- 岡部 - 宇都ノ谷 - 丸子 - 手越 - 仲町 - 静岡駅

    - 10月 - 静岡電気鉄道が電鉄自動車を買収。静岡電気鉄道自動車部興津営業所が開設された。

  - 1936年（昭和11年）5月19日 - 藤相鉄道の駿河岡部 - 大手 間が廃止され、駿遠自動車によるバス輸送に転換された。
  - 1937年（昭和12年）4月 - 静岡自動車の合併により駿遠自動車が静岡乗合自動車となった。
  - 1938年（昭和13年）7月31日 - 静清国道バスに代燃車2台が導入され、以降全ての車両が代燃車に転換されて行った。[83]
  - 1948年（昭和23年）12月1日 - 静岡鉄道の戦後第1号の中距離路線として島田 - 興津間に「国道本線」が開設された。[16][17]
    - 島田 - 藤枝 - 藤枝大手 - 岡部 - 静岡駅前 - 清水 - 興津

  - 1949年（昭和24年）11月 金谷 - 興津間の急行運転を開始した。急行停留所は下記のとおり。[18]
    - 金谷駅前 -（この間各駅）- 島田七丁目 - 栃山橋 - 六合役場前 - 喜多町 -（この間各駅）- 左車 - 八幡橋 - 岡部 - 岡部北口 - 丸子橋 - 細工所 - 安倍川橋 -（この間各駅）- 下横田 - 遊園地入口 - 大曲 -（この間各駅）-清水 - 興津

  - 1951年（昭和26年）10月1日 - 袋井 - 静岡間の長距離直通運転を開始、併せて全線に亘って運転本数を増加した。[84]
    - 袋井 - 掛川 - 堀之内 - 金谷 - 島田 - 藤枝駅前 - 藤枝大手 - 岡部 - 静岡駅前

  - 1953年（昭和28年）9月現在の時刻表および路線図では袋井 - 興津間が一つの時刻表に纏められており多数の区間便が存在した。系統および主要停留所は次のとおり。なおこの当時は金谷始発の系統は藤枝大手からの折り返しであり、島田、金谷地区も藤枝営業所、藤枝営業区の担当であった。[38]
    - 急行
      - 金谷 - 島田 - 藤枝駅前 - 藤枝大手 - 岡部 - 静岡駅前 - 清水 - 興津
      - 金谷 - 島田 - 藤枝駅前 - 藤枝大手
      - 藤枝駅前 - 藤枝大手 - 岡部 - 静岡駅前 - 清水 - 興津

    - 各駅停車
      - 袋井 - 掛川 - 堀之内 - 金谷 - 島田 - 藤枝駅前 - 藤枝大手 - 岡部 - 静岡駅前
      - 袋井 - 掛川
      - 袋井 - 掛川 - 堀之内
      - 堀之内 - 金谷 - 島田 - 藤枝駅前 - 藤枝大手 - 岡部 - 静岡駅前
      - 金谷 - 島田 - 藤枝大手
      - 藤枝駅前 - 藤枝大手 - 岡部 - 静岡駅前
      - 藤枝大手 - 静岡駅前
      - 清水 - 興津

  - 1955年（昭和30年）8月11日 - 国道1号新道（当時の新国道・現在の県道381号）の建設にあわせて広幡地区の新道経由の路線免許が申請された。[85]
  - 1957年（昭和32年）4月 - 国道1号新道の島田工区が開通し、新国道沿いの現在の島田市若松町付近に島田営業区が開設された。
  - 1958年（昭和33年）の時刻表では「国道本線」は次の3区間に分離されており、翌年の時刻表からは「西部国道本線」「中部国道本線」「東部国道本線」と表記されるようになった。[20][40]
    - 分離区間
      - 袋井 - 掛川 - 菊川 - 金谷
      - 金谷 - 島田 - 藤枝 - 藤枝大手 - 岡部 - 静岡
      - 静岡 - 清水 - 興津

### 中部国道本線
概説
- 「国道本線」は1958年（昭和33年）に袋井 - 金谷、金谷 - 静岡、静岡 - 興津に区間分離し、翌59年にはそれぞれ「西部国道本線」「中部国道本線」「東部国道本線」として時刻表に記載されるようになった。「中部国道本線」は藤枝営業所と島田営業所が共管した。
- 1960年代末期には「中部国道線」として藤枝駅 - 新静岡間を区間A、金谷駅 - 藤枝駅間を区間Bとして分離し、「中部国道線A」を藤枝営業所、「中部国道線B」を島田営業所が管轄した。

沿革
- 1959年（昭和34年）10月現在の時刻表には、「国道本線」の分離区間にそれぞれ「西部国道本線」「中部国道本線」「東部国道本線」として路線名が記載されている。また、国道1号新国道（現在の県道381号）開通により急行は新道経由とする一方、藤枝駅 - 水守間は旧東海道を各駅停車し水守 - 静岡間は急行同様に一部停留所のみに停車する準急が新たに誕生している。なお、新国道への移行期であったため、各駅停車の水守 - 轟橋間では旧国道（現・県道208号）を経由する系統が複数存在した。なお、同年11月28日には新宇都ノ谷トンネルが竣工し、[86]各系統ともに12月に増強予定と記載されており、当時の旺盛な需要を窺い知ることができる。[20][87]
  - 急行停車停留所
    - 静岡駅前 - 県民会館前 - 仲町 - 安倍川橋 - 手越 - 岡部北口 - 岡部役場前 - 法ノ橋 - 水守 - 大手駅前 - 岡出山入口 - 青木 - 藤枝駅前 - 六合公民館前 - 御仮屋 - 島田五丁目 - 島田三丁目 - 島田駅前 - 大井川公園前 - 扇町 - 仲町 - 金谷駅前

  - 準急（静岡駅前 - 藤枝駅前間 旧市内経由、水守 - 藤枝駅前間各停留所に停車）
    - 静岡駅前 - 県民会館前 - 仲町 -  安倍川橋 - 手越 - 細工所入口 - 岡部北口 - 岡部役場前 - 水守 -（この間旧道各駅停車）- 藤枝駅前

  - 各駅停車
    - 水守 - 静岡間新道経由
    - 八幡橋旧道他新道経由
    - 横内旧道経由
    - 全区間旧道経由
- 1962年（昭和37年）4月23日 - 前年の国道1号新道駿河大橋の開通に伴い、丸子旧道（細工所）と駿河大橋を経由する静岡駅前 - 二軒家の区間系統を「丸子線」として分離増強した。これに伴い「中部国道本線」は静岡駅前 - 宇都ノ谷の区間系統を除き、全て丸子新道（細工所入口）経由となった。
- 1963年（昭和38年）
  - 8月1日 - 大井川鉄道との相互乗り入れで「急行静岡金谷線」「急行静岡掛川線」を開設した。同日には「静岡井川線（急行）」も開業しており、大井川鉄道の担当便は「静岡井川線」への送り込みを兼ねていた。1949年（昭和24年）から続いた「国道本線」としての金谷 - 静岡間の急行運転は廃止され、準急が金谷 - 静岡駅前間の運行となった。[88][89]
    - 急行静岡金谷線
      - 静岡駅前 - 御幸町 - 県民会館前 - 中町 - 本通二丁目 - 安倍川橋 - 手越 - 二軒家 - 岡部役場前 - 法の橋 - 大手駅前 - 岡出山入口 - 青木 - 青島支所前 - 三軒家 - 六合公民館前 - 御仮屋 - 中溝町 - 大井川公園前 - 新金谷駅前 - 金谷仲町 - 金谷駅前

    - 急行静岡掛川線
      - 静岡駅前 - 二軒家 - 岡部役場前 - 法の橋 - 大手駅前 - 青木 - 六合公民館前 - 御仮屋 - 中溝町 - 新金谷入口 - 菊川橋 - 新道日坂 - 山鼻 - 掛川北門 - 掛川駅前

  - 10月1日 - 大井川鉄道、遠州鉄道との相互乗り入れで「急行静岡浜松線」を開設した。[90][91]
    - 急行静岡浜松線
      - 新静岡 - 静岡駅 - 新丸子 - 岡部役場前 - 大手駅前 - 青木 - 島田市役所入口 - 新金谷入口 - 新道日坂 - 掛川北門 - 原川 - 袋井駅入口 - 磐田賀茂川 - 中ノ町 - 浜松駅 - 田町 - （遠鉄）浜松
- 1965年（昭和40年）10月1日 - 同日改正の時刻表では、宇都ノ谷峠（廻り沢入口 - 宇都ノ谷入口間）の運行は全て新宇都ノ谷トンネルを経由しており、通学系統として宇都ノ谷 - 静岡駅間に旧道経由の区間便が1日6往復運行されていた。[92]
- 1966年（昭和41年）5月10日 - 新静岡に新バスターミナルが完成し、乗り入れを開始した。また5日後には新静岡センターが開業した。[88]
- 1969年（昭和44年）3月15日 - 東名高速道路の開通を機に遠州鉄道との相互乗り入れで「特急東名静岡浜松線」が開設されたことを受け、「急行静岡浜松線」が大幅に減便された。
- 1960年代後半 時期不詳 - 宇都の谷 - 二軒家 間の旧道経由が丸子営業所の管轄する「丸子線」に分離統合された。また、長距離運行による遅延解消のために新静岡 - 藤枝駅区間と藤枝駅 - 金谷駅区間に系統が分割された。

### 藤枝線、大手線
- 概説
  - 藤枝自動車商会が開設した東海道本線の藤枝停車場（旧青島町）と大手（旧藤枝町）を結ぶ路線であった。藤相鉄道大手線との競合路線のため大正時代に藤相鉄道が傘下に収め、同社が乗合自動車事業を開始した最初の路線のひとつであった。
  - 静岡鉄道駿遠線の大手線廃止直後は「大手線」として複数の系統が存在したが、他の路線との重複が多かったことから1970年代以降は田沼街道と藤枝市役所を経由する系統に集約され、さらに1980年代からは「藤枝平島団地線」に再編され路線名としては消滅した。以降は藤枝駅 - 藤枝営業所区間の系統は「中部国道線」「志太温泉線」「藤枝平島団地線」の3路線となった。
- 沿革
  - 1924年（大正13年）- 藤相鉄道が藤枝自動車商会を買収し、藤枝駅 - 大手間の路線免許を手に入れた。
  - 1934年（昭和9年）- 藤相鉄道の時刻表では「藤枝線」として藤相鉄道大手線と併行して藤枝駅 - 大手間を運行していた。[5][47]
    - 藤枝駅 - 大手

  - 1964年（昭和39年）9月26日 - 静岡鉄道駿遠線の大手線（新藤枝 -大手間）が廃止となり、翌27日より「大手線代行バス」として藤枝駅 -大手間の運行が開始された。4つの系統が存在した。また朝7時 - 8時代の藤枝駅発大手行は新藤枝駅構内発で青木を経由せず田沼街道経由となっていた。[93][94]
    - 藤枝駅前発
      - 旧道経由：藤枝駅前 - 青木 - 志太温泉入口 - 瀬戸川橋 - 上伝馬 - 千才 - 市役所前 - 長楽寺 - 白子 - 藤枝大手
      - 慶全寺経由：藤枝駅前 - 青木 - 岡出山入口 - 藤枝警察署前 - 慶全寺前 - 白子 - 藤枝大手
      - 本町経由：藤枝駅前 - 青木 - 岡出山入口 - 本町駅 - 千才 - 市役所前 - 長楽寺 - 白子 - 藤枝大手
      - 新道経由：藤枝駅前 - 岡出山入口 - 藤枝警察署前 - 大手駅前 - 藤枝大手

    - 新藤枝駅構内発
      - 旧道経由：新藤枝 - 志太温泉入口 - 瀬戸川橋 - 上伝馬 - 千才 - 市役所前 - 長楽寺 - 白子 - 藤枝大手
      - 慶全寺経由：新藤枝 - 岡出山入口 - 藤枝警察署前 - 慶全寺前 - 白子 - 藤枝大手
      - 本町経由：新藤枝 - 岡出山入口 - 本町駅 - 千才 - 市役所前 - 長楽寺 - 白子 - 藤枝大手
      - 新道経由：新藤枝 - 岡出山入口 - 藤枝警察署前 - 大手駅前 - 藤枝大手

  - 1966年（昭和41年）6月1日 - ワンマン運行を開始した。[95]
  - 1973年（昭和48年）8月 - 岡出山一丁目に藤枝市役所新庁舎が新築移転し本町停留所が市役所前に移転し市役所前となった。
  - 1974年（昭和49年）の時刻表では「大手線」として平日12往復、日祝日5往復の運行であった。
  - 1977年（昭和52年）2月の路線図では次の経路を運行していた。[34]
    - 藤枝駅前 - 公園前 - 農協前 - 東小入口 - 岡出山入口 - 市役所前 - 千才 - 藤枝大手 - 静鉄藤枝営業所

  - 1980年（昭和55年）3月16日 - 平島団地まで延伸し「藤枝平島団地線」となった。[96]以降は藤枝駅前 - 静鉄藤枝営業所の区間便を運行する路線は「中部国道線」「志太温泉線」「藤枝平島団地線」の3路線となった。
    - 上伝馬経由（中部国道線）
      - 藤枝駅前 - 青木 - 志太温泉入口 - 瀬戸川橋 - 上伝馬 - 千才 - 藤枝大手 - 静鉄藤枝営業所

    - 志太温泉・音羽町経由（志太温泉線）
      - 藤枝駅前 - 青木 - 志太温泉入口 - 瀬古 - 志太温泉 - 金吹橋 - 清水山入口 - 茶町 - 千才 - 藤枝大手 - 静鉄藤枝営業所

    - 市役所経由（藤枝平島団地線）
      - 藤枝駅前 - 公園前 - 農協前 - 東小入口 - 岡出山入口 - 市役所前 - 千才 - 藤枝大手 - 静鉄藤枝営業所

### 藤枝平島団地線
- 主要停留所
  - 藤枝駅前 - 東小前 - 岡出山入口 - 藤枝市役所 - 藤枝大手 - 静鉄藤枝営業所 - 平島団地[97]
- 概説
  - 藤枝市役所を経由して藤枝駅 - 大手間を結ぶ「大手線」が1980年代初頭に藤枝市営平島団地まで延伸し「藤枝平島団地線」となり、1980年代半ばには焼津さかなセンターの開業によって「焼津平島団地線」と統合され「さかなセンター線」となった。1990年代には藤枝営業所 - 平島団地区間の廃止により「中部国道線A」の市役所経由に統合された。
- 沿革
  - 1980年（昭和55年）3月16日 - 「大手線」を藤枝市営平島団地まで延伸して「藤枝平島団地線」として開設された。[96]
  - 1985年（昭和60年）10月6日 - 焼津さかなセンターの開業に伴い「焼津平島団地線」と統合し、焼津営業所と共管の「さかなセンター線」となった。[98]
  - 1993年（平成5年）- 藤枝市役所経由の藤枝駅前 - 静鉄藤枝営業所区間は「さかなセンター線」から「中部国道線A」の市役所経由として再編され、静鉄藤枝営業所 - 平島団地間は廃止された。[36]

### さかなセンター線
- 主要停留所
  - 藤枝駅前 - 東小前 - 藤枝市役所 - 藤枝大手 - 静鉄藤枝営業所 - 平島団地 - 焼津さかなセンター - 焼津駅前
- 概説
  - 1980年代半ばに「藤枝平島団地線」と「焼津平島団地線」を統合し、焼津営業所との共管で開設された。

### 飯淵線
- 概説
  - 静岡から焼津、吉永、忠兵衛を経由し島田に至る「吉永線」と、焼津から忠兵衛までを「吉永線」と併行し、忠兵衛から藤枝駅、大手、大覚寺を経由して焼津に至る「志太循環線」が区間整理され、吉永 - 忠兵衛 - 藤枝駅前の区間が「飯淵線」となった。さらに翌年には旧藤相田沼街道を経由する系統と県道227号線を経由する系統でそれぞれ「高洲飯淵線」「忠兵衛飯淵線」に分離された。
  - さらに1960年代から1970年代前半にかけて新道の整備と大井川左岸への工場進出、静岡鉄道駿遠線の廃止に伴い路線再編が行われ、1970年代中盤に「忠兵衛飯淵線」と「高洲飯淵線」は「藤枝忠兵衛線」と「藤枝吉永線」に再編された。
- 沿革
  - 1953年（昭和28年）12月現在の時刻表では吉永地区を発着する路線は「吉永線」と「志太循環線」であった。[38]
    - 吉永線：静岡 - 轟橋 - 青木 - 用宗 - 大崩 - 焼津 - 石津 - 田尻 - 吉永 - 宗高新町 - 忠兵衛 - 道悦島（六合公民館前）- 島田
    - 志太循環線：焼津 - 吉永 - 宗高新町 - 忠兵衛 - 藤枝駅前 - 藤枝大手 - 大覚寺 - 焼津

  - 1958年（昭和33年）12月現在の時刻表では「志太循環線」が廃止され、「飯渕線」「吉永線」「細島線」「大覚寺線」に区間整理されている。[40]
    - 飯淵線：藤枝大手 - 藤枝駅 - 忠兵衛 - 上新田駅前 - 上新田辻 - 宗高 - 白金 - 吉永 - 飯渕
    - 吉永線：焼津駅 - 石津 - 田尻 - 吉永 - 飯渕
    - 大覚寺線：焼津駅 - 大覚寺 - 藤枝大手
    - 細島線：島田駅 - 細島 - 忠兵衛

  - 1959年（昭和34年）の時刻表では「飯淵線」が「高洲飯淵線」と「忠兵衛飯淵線」に分離されている。また「忠兵衛飯淵線」には1958年（昭和33年）8月に航空自衛隊静浜基地が開設されたことに伴い、静浜基地入口停留所が新設されている。[20]
    - 高洲飯淵線   ：藤枝大手 -藤枝駅 - 志太病院入口 - 高洲 - 上瑞橋 - 上新田辻 - 相川辻 - 大井川駅前 - 中島入口 - 西島 - 中島札の辻 - 飯渕
    - 忠兵衛飯淵線：藤枝大手 -藤枝駅 - 忠兵衛 - 上新田駅前 - 上新田辻 - 宗高 - 静浜基地入口 - 吉永辻 - 飯渕

### 忠兵衛飯淵線
- 概説
  - 1950年代後半に「飯淵線」から系統分離して誕生した路線であり、大井川町の飯淵と藤枝大手を現在の県道227号に沿って静岡鉄道駿遠線の上新田駅、忠兵衛、藤枝駅を経由して結ぶ路線であった。
  - 1970年代に同じ「飯淵線」から分離された「高洲飯淵線」と共に路線の再編を行い、大洲地区を中心とする「藤枝忠兵衛線」となった。
- 沿革
  - 1959年（昭和34年）の路線図および時刻表では次の経路を運行していた。[20]
    - 藤枝駅 - 忠兵衛 - 上新田駅前 - 上新田辻 - 宗高 - 静浜基地入口 - 白金 - 吉永 - 飯渕

  - 1961年（昭和37年）10月1日 - 静浜基地前行・基地前経由が開設された。[99]
  - 1963年（昭和38年）に科研化学（現・科研製薬）静岡工場と日本ビニロン静岡工場（現 ニチビ）、1967年（昭和42年）には日清紡藤枝事業所、さらには1972年（昭和47年）に持田製薬静岡工場が操業を開始するなど、忠兵衛から大井川左岸にかけて工場進出が相次ぎ、科研化学行の系統が誕生している。[100]
    - 藤枝営業所 - 藤枝大手 - 藤枝駅前 - 忠兵衛 - 上新田中 - 上新田辻 - 静浜基地入口（ - 静浜基地前- ） - 白金 - 吉永辻 - 飯渕
    - 藤枝営業所 - 藤枝大手 - 藤枝駅前 - 忠兵衛 - 科研化学前

  - 1973年（昭和48年）1月現在の時刻表では、 次の2系統が運行されており、朝7時代に平日のみ運行の静浜基地入口発藤枝行が2本、静浜基地経由が7時代下り1本、17時代上り1本の1日1往復が運行されていた。また同年ネッスル日本（現・ネスレ日本）静岡工場が進出し、科研化学前系統がネッスル前まで延伸した。[57]
    - 藤枝営業所 - 藤枝大手 - 藤枝駅前 - 忠兵衛 - 上新田中 - 上新田辻 - 静浜基地入口（ - 静浜基地前- ） - 白金 - 吉永辻 - 飯渕
    - 藤枝営業所 - 藤枝大手 - 藤枝駅前 - 忠兵衛 - 日清紡前 - ニチビ工場前 - 科研化学前 - ネッスル前

  - 1977年（昭和52年）2月の路線図では上新田 - 飯淵間が「藤枝吉永線」に整理され、上新田中まで区間短縮された上で路線名も「藤枝忠兵衛線」となっている。[34]
    - 藤枝営業所 - 藤枝大手 - 藤枝駅前 - 喜多町 - 青島中学入口 - 職業訓練所 - 忠兵衛 - 大洲小学校前 - 弥左エ門 - 上新田中
    - 藤枝営業所 - 藤枝大手 - 藤枝駅前 - 喜多町 - 青島中学入口 - 職業訓練所 - 忠兵衛 - 日清紡前 - ニチビ工場前 - 科研化学前 - ネッスル前

### 高洲飯淵線
- 概説
  - 「飯淵線」から系統分離して誕生した、大井川町の飯淵と藤枝大手を静岡鉄道駿遠線の大井川駅と県道33号（藤相田沼街道）を経由して結ぶ路線であった。
  - 藤枝駅 - 大井川間の藤相田沼街道は「住吉線」「坂部線」、駿遠線廃止後は「代行バス駿遠線」が併行しており、1970年代に上新田 - 大井川区間を藤相田沼街道、国道150号の新道経由に付け替えワンマン化し「藤枝御前崎線」に整理統合した際に上新田 - 飯淵間を廃止し「藤枝大井川線」となり、さらに1970年代後半には「忠兵衛飯淵線」の上新田 - 吉永間を統合の上「藤枝吉永線」となった。
- 沿革
  - 1959年（昭和34年）に「飯淵線」から分離して開設された。旧田沼街道を走る藤枝駅 - 大井川駅前区間は「住吉坂部循環線」が併行していた。[20]
    - 高洲飯淵線：藤枝大手 -藤枝駅 - 志太病院入口 - 高洲 - 上瑞橋 - 上新田辻 - 相川辻 - 大井川駅前 - 中島入口 - 飯渕
    - 住吉坂部循環線：藤枝大手 - 藤枝駅 - 志太病院入口 - 高洲 - 上瑞橋 - 上新田辻 - 相川辻 - 以降ループ区間（大井川駅 - 神戸 - 坂部 - 根松 - 住吉 - 川尻 - 片岡 - 下神戸 - 大井川駅）

  - 1970年（昭和45年）7月31日 - 新藤枝駅 - 大井川駅間の廃止を以って静岡鉄道駿遠線が全線廃止となり、翌8月1日から同区間で代行バスの運行を開始した。また高洲 - 大洲間が駿遠線廃線直後から廃線跡に造成された藤相田沼街道の新道（現在の県道33号）経由となった。
    - 高洲飯淵線：藤枝営業所 - 藤枝大手 - 藤枝駅 - 志太病院入口 - 田沼三丁目 - 高洲 - 大新島 - 大洲 - 上新田 - 大井川駅前 - 中島入口 - 西島 - 中島札の辻 - 飯渕
    - 代行バス駿遠線：藤枝駅 - 田沼三丁目 - 高洲 - 大洲 - 上新田 - 大井川駅

  - 1974年（昭和49年）の路線図では大井川駅前 - 飯淵間が廃止され「代行バス駿遠線」と整理統合され朝晩のみ運行の「藤枝大井川線」となっている。[69]

### 代行バス駿遠線、駿遠線
- 概説
  - 1970年（昭和45年）7月31日 - 新藤枝駅 - 大井川駅間の運行を以って静岡鉄道駿遠線が全線廃止となり、翌8月1日から同区間で代行バスの運行を開始した。なお、既に廃止となっていた相良営業所が所管する大井川 - 堀野新田区間の代行バスは全て新藤枝発着となり、藤枝営業所が所管する大井川を起終点とする系統以外は大井川駅跡の反転地には乗入れせず、国道150号沿いの大井川（大井川駅前）停留所を経由した。[101][102]
    - 大井川区間便：新藤枝 - 田沼三丁目 - 高洲 - 大洲 - 上新田 - 大井川駅

### 藤枝大井川線
- 概説
  - 1970年（昭和45年）に全線廃止となった静岡鉄道駿遠線の代行バスの新藤枝 - 大井川駅区間便と「高洲飯淵線」の藤枝営業所 - 大井川駅前間と統合した路線であり、大井川駅跡地の転回場を折り返していた。
    - 藤枝営業所 - 藤枝大手 - 藤枝駅 - 志太病院入口 - 田沼三丁目 - 高洲 - 大新島 - 大洲 - 上新田 - 大井川駅

  - 1975年（昭和50年）の時刻表では日曜祝日運休で、朝の通勤通学時間帯に藤枝営業所発大井川駅行、大井川駅発藤枝大手行の1往復、夕方藤枝営業所発大井川駅行からの折り返しで大井川駅 - 藤枝駅間を3往復し、翌朝の「藤枝御前崎線」大井川駅発藤枝駅行で藤枝市内に戻る運用であった。
  - 1977年（昭和52年）2月の路線図では、宗高新町 - 大井川区間が重複する「藤枝御前崎線」に整理統合される一方、「忠兵衛飯淵線」の上新田 - 吉永辻間が接続され「藤枝吉永線」となり廃止されている。
    - 藤枝営業所 - 藤枝大手 - 藤枝駅 - 志太病院入口 - 高洲 - 大新島 - 大洲 - 宗高新町 - 静浜基地入口 - 吉永辻

### 藤枝御前崎線
- 概説
  - 1968年（昭和43年）から1970年（昭和45年）にかけて廃止となった静岡鉄道駿遠線の新藤枝駅 - 堀野新田区間の代行バスと他の相良、御前崎方面から藤枝駅を結んでいた路線を整理統合して誕生した路線であり、藤枝営業所は朝の大井川発の区間便を担当していた。

### 住吉線、坂部線、住吉坂部循環線
- 概説
  - 昭和初期に藤相鉄道が区間の競合する藤枝駅 - 相良間のバス路線を買収し、藤相線沿線の鉄道空白地帯である現在の牧之原市坂部地区、吉田町の住吉、川尻などのエリアを補完する路線として運行していた。
  - 戦後は藤枝営業所の管轄で「住吉線」「坂部線」が開設され、一時は「住吉坂部循環線」として藤枝大手を起終点とするラケット状の循環路線となったが1960年代以降、静波駅 - 高尾系統の開設と榛原車庫の開設を機に藤枝大手から藤枝駅発着に区間を短縮し、藤枝営業所から相良営業所へ移管された。

### 志太病院線
- 概説
  - 藤枝駅の南側に存在した市立志太総合病院と、藤枝大手方面を結ぶ路線であった。
  - 1975年（昭和50年）に藤枝駅南口が開設されて以降もしばらく存続したが、利用者の激減に加えワンマン化ができなかったために1980年代後半からの区画整理事業を待たず廃止となっている。[103]なお、1995年（平成7年）4月には藤枝市立志太総合病院が藤枝駅南口の再開発事業によって藤枝市立総合病院として藤枝市駿河台に移転し、新病院と大手方面を結ぶ路線として「大手市立病院線」が誕生している。
- 沿革
  - 1958年（昭和33年）12月現在の時刻表では次の経路を運行していた。[40]
    - 藤枝大手 - 藤枝駅前 - 喜多町 - 青島小学校入口 - 青島中学校入口 - 藤枝南高校前 - 志太病院前

  - 1973年（昭和48年）の時刻表では平日6往復、日祝日5往復が運行されていた。 [57]
    - 藤枝営業所 - 藤枝大手 - 千才 - 藤枝駅前 - 喜多町 - 青島小学校入口 - 青島中学校入口 - 藤枝南高前 - 志太病院前

  - 1975年（昭和50年）4月 - 藤枝駅南口が開設された。
  - 1977年（昭和52年）の路線図では藤枝駅から循環区間となっている。
    - 藤枝営業所 - 藤枝大手 - 千才 - 藤枝駅前 - 喜多町 - 青島小学校入口 - 青島中学校入口 - 藤枝南高前 - 志太病院前 - 田沼一丁目 - 藤枝駅前

  - 1978年（昭和53年）12月16日 - 1日2往復（午前のみ）となっていた運行を廃止した。[103]

### 高田線、藤枝玉取線
- 概説
  - 藤枝大手から薮田、高田地区を経由して岡部町の村良を結ぶ路線であった。
  - 1960年代から70年代にかけては「朝比奈線」の小布杉まで延伸したが利用者減少により廃止されている。
  - なお、薮田、高田地区では2010年（平成22年）4月から藤枝市自主運行バス「藤枝岡部線」が運行されたが利用者は伸び悩み、2013年（平成25年）4月よりデマンドタクシーに移行している。[104]
- 沿革
  - 1958年（昭和33年）12月現在の時刻表では「高田線」として次の経路を1日5往復運行していた。[40]
    - 藤枝大手 - 中薮田中 - 高田 - 村良

  - 1975年（昭和50年）の時刻表では、朝の玉取発藤枝大手行、17時代の藤枝大手発玉取行の1日往復のみの運行で「朝比奈線」の時刻表に藤枝大手経由として掲載されており焼津営業所に移管されている。
  - 1977年（昭和52年）2月の路線図では「藤枝玉取線」として次の経路が記載されていた。[34]
    - 静鉄藤枝営業所 - 藤枝大手 - 五十海 - 押切橋 - 中薮田中 - 高田 - 村良 - 玉取 - 小布杉

  - 1984年（昭和59年）4月の路線図からは消滅している。（廃止時期不詳）[58]

## 車両

### 1960年代
- 中扉のツーマン車が導入されたが、60年代後半にはワンマン化のため前扉の増設改造をする車両もあった。[105]
- 基本的にローカル路線にはリーフサス仕様の緑色とアイボリーの車両（三菱ふそうMR）、基幹路線である「中部国道本線」にはエアサス仕様のローズピンクにクリーム色の車両（三菱ふそうMR・MAR）が多数投入されたが、呉羽車体を架装したものが多数派であった。[106]
- 1969年（昭和44年）には車体のカラーも銀色に東急バスと同じ塗り分けで赤帯部分を青色とした通称「銀バス」に一新され、以降は以前に導入された車両も順次塗り替えが行われた。ローズピンクとアイボリーの貸切・急行カラーの内、当初から路線用として導入された車両（三菱ふそうMR・MAR）は銀バス塗装となった。[107][105]

### 1970年代
- 1970年（昭和45年）からは前扉直後に車掌台と車掌窓を装備した前後折戸のワンマン・ツーマン兼用車が導入されると共に、ローカル路線の狭隘区間でツーマン運用される車両を除き、以前の導入車も前扉を増設しワンマン機器を取り付ける改造が行われた。
- 1973年（昭和48年）まではワン・ツーマン兼用車が投入されたが、以降は転入車両を除きワンマン専用車（三菱ふそうMR450呉羽・富士重工）の導入となった。
- 山間路線には狭隘区間が存在したため、1970年代後半から1980年代初頭にかけてバックアイカメラ・モニタを装備した三菱ふそうの大型ショートや中・小型タイプの車両を投入することによりワンマン化を行った。
- メーカーは三菱ふそうの比率が圧倒的で一部いすゞBUが配置されていた。三菱ふそうは観光タイプを除いて呉羽車体と富士重工を架装し、いすゞも富士重工車体を架装していた。
- 1978年（昭和53年）からは「中部国道線」用に直結冷房車（三菱ふそう MP117）が投入されるようになった。車体は非冷房時代と同様に呉羽または富士重工であった。

### 1980年代
- 依然として大型路線バスの車台メーカーは三菱ふそうの導入が継続した。1980年度下期に「中部国道線」に投入された排出ガス規制K-代のMP118も車体は富士重工で引違窓仕様であったが、三菱ふそうの路線用シャシの富士重工製の車体を架装したものはこれが最後となった。[108]
- 1981年度に導入された2台は三菱車体で、路線シャシでありながら引違窓、観光マスク、ハイバックシート、エアサス仕様の中距離路線向けの冷房付ハイグレード車両（三菱ふそう MP518 ）であった。
- 「中部国道線」には前折戸の観光バス（三菱ふそうB905N三菱車体、MS512N三菱車体）に折戸の後扉を増設し、路線仕様に改造した車両も投入されたが、前折戸のまま簡易方向幕とワンマン機器を装備した車両も登場し、藤枝地区のローカル路線で使用された。
- 1985年（昭和60年）に三菱ふそうエアロスターが初導入された際には車体は三菱名自製のエアロスターMであったが、翌年以降は呉羽・新呉羽のエアロスターKが導入された。
- 西部地区のローカル路線で余剰となった前扉の小型バス（三菱ふそう B623）が転入し、主に葉梨幼稚園のスクール運用で使用された。
- 「駿河台線」用に中型バス（三菱ふそう P-MK116J）が導入され、増備と共に狭隘区間のある山間路線でも運用されるようになった。また、静岡市内の冷房化によって余剰となった非冷房の大型ショート（三菱ふそう MM115）も「瀬戸ノ谷線」や「葉梨線」で運用された。[108]

### 1990年代
- 全般的に路線が縮小傾向にあったため、新車の投入が抑えられ、ハイグレード仕様の車両から標準的な二段サッシの車両の投入が基本となっていたが、1990年（平成2年）に投入された2台の三菱ふそうエアロスターKは引違窓で導入された。三菱ふそうエアロスターKに加え、いすゞの標準尺車（U-LV324L 富士重工7E車体）が投入されたが、1995年（平成7年）に導入された車両は短尺のV型8気筒エンジン搭載（KC-LV380L 富士重工7E車体）となった。
- 「中部国道線」用の新車投入の一方で、1970年代から80年代にかけて導入されたハイグレードタイプの冷房車が袋井や浜岡に転出し、1990年代前半に非冷房車を駆逐した。
- 非冷房の大型ショート（三菱ふそうMM115）の更新用に大型ショートの冷房車（三菱ふそうP-MM116H）が静岡市内から転入した。[108][109]

### 2000年代
- 利用者減少により新車投入が抑えされるなか、静岡市がオムニバスタウンの指定を受けノンステップバスの導入を進めたことで、余剰となったツーステップバスの三菱ふそうエアロスターや日野HTが静岡市内の営業所から転属した。また、中型ロングのノンステップバスの導入によって余剰となった中型バス（三菱ふそうMK、いすゞLR、日野RJ）や大型ショート（三菱ふそうMM）も静岡、清水地区から転属し、山間路線や自主運行バスの予備車として活躍した。
- 藤枝市の補助でのノンステップバス（いすゞエルガ）も5台導入された。この車両は静岡市内に導入された車両とは異なり、青色の部分が藤色に変更された独自の塗装（「藤枝カラー」と呼ばれる）となっている。[109]